# Bahncard

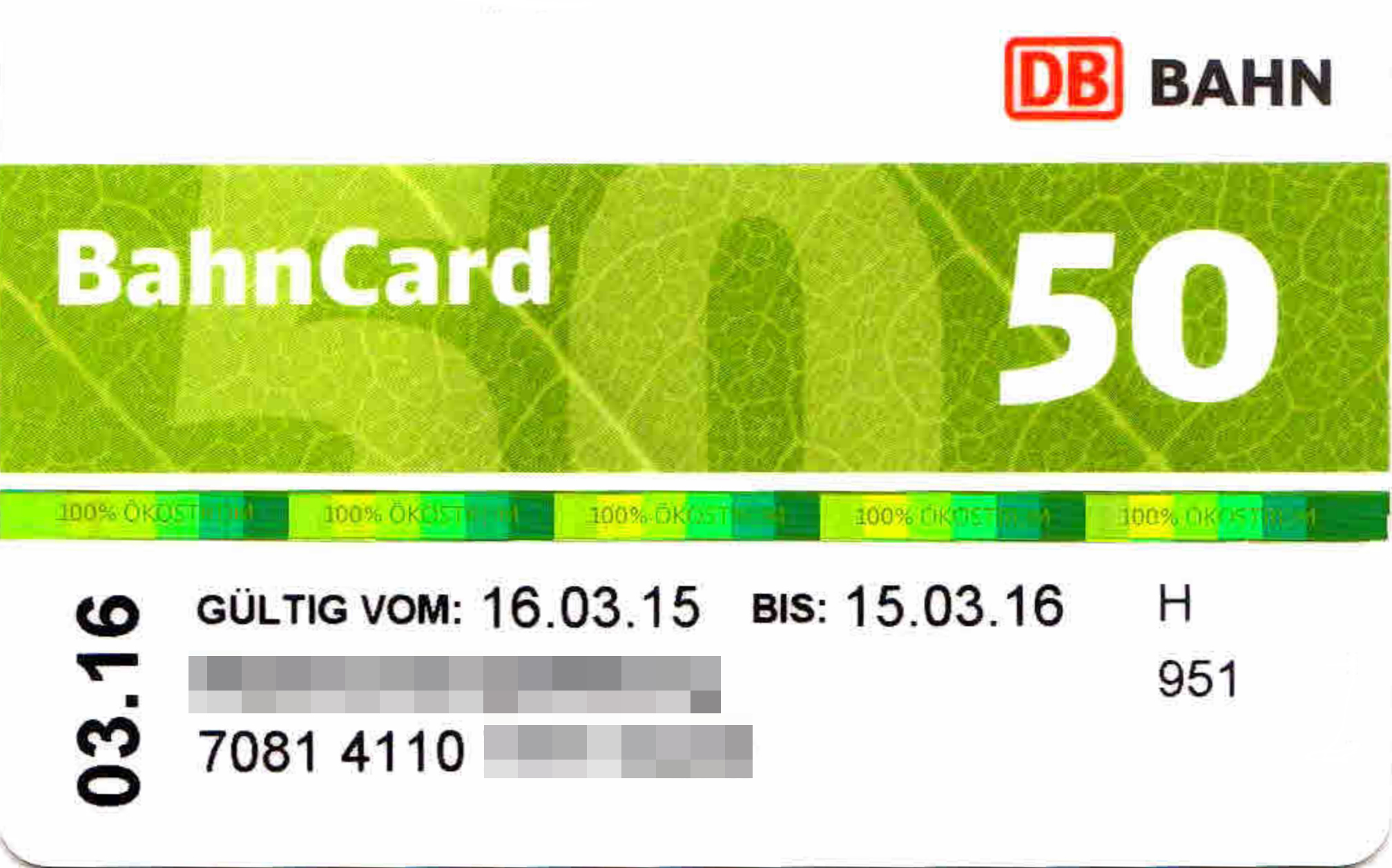
Bahncard 50 im grünen Design (März 2015)

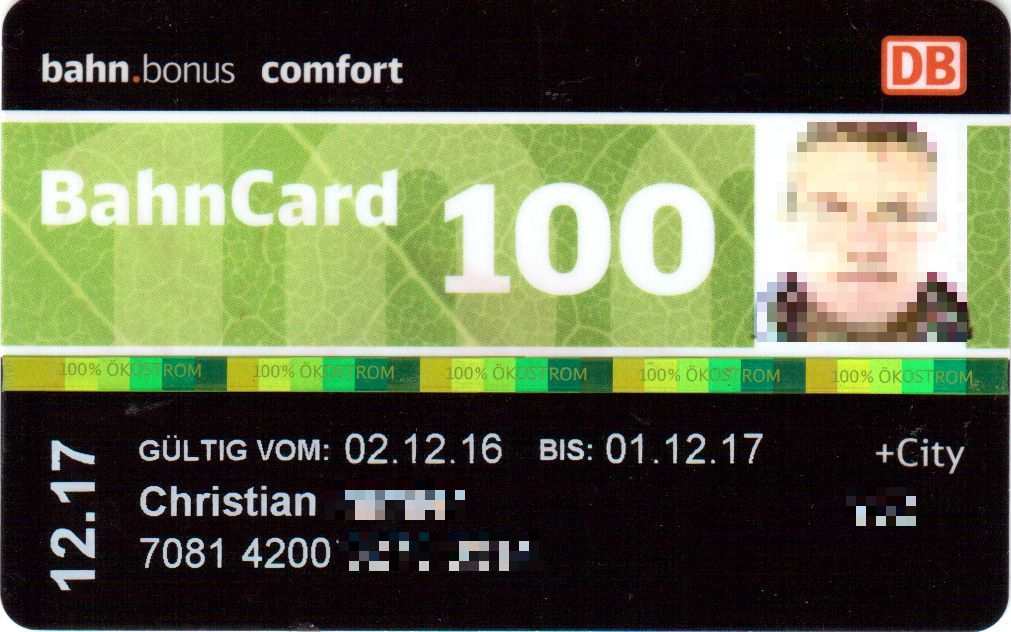
Bahncard 100 im grünen Design (Dezember 2016)

Die Bahncard (Eigenschreibweise: BahnCard) ist eine kostenpflichtige Rabatt- bzw. Fahrkarte der Deutschen Bahn. Die BahnCard 25 und 50 gewährt dem Inhaber Rabatte und dient der Kundenbindung, die BahnCard 100 richtet sich an Vielfahrer und inkludiert alle innerdeutschen Bahnfahrten der Deutschen Bahn sowie das Deutschlandticket. Die Bahncard ist vergleichbar mit der österreichischen Vorteilscard bzw. dem Klimaticket und dem Schweizer Halbtax bzw. dem Generalabonnement.
Mehr als 5 Millionen Menschen besitzen eine Bahncard (Stand: September 2022). Bahncard-Besitzer können am Kundenbindungsprogramm BahnBonus teilnehmen und für Umsätze Punkte sammeln.
Seit 2007 werden Aktionsvarianten der Karte herausgegeben.

## Geschichte

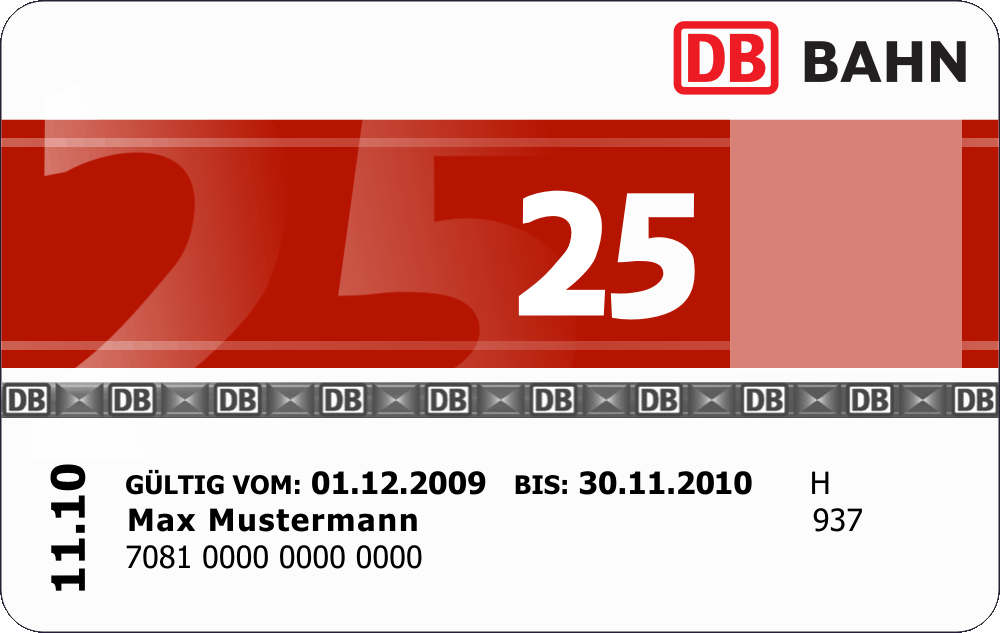
Bahncard 25 (Design bis März 2013)

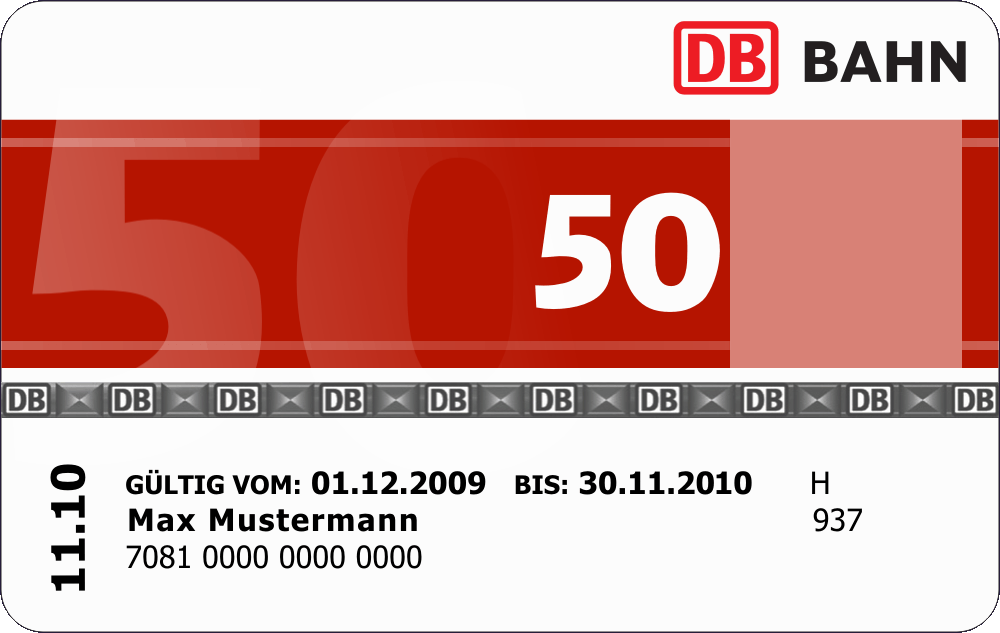
Bahncard 50 (Design bis März 2013)

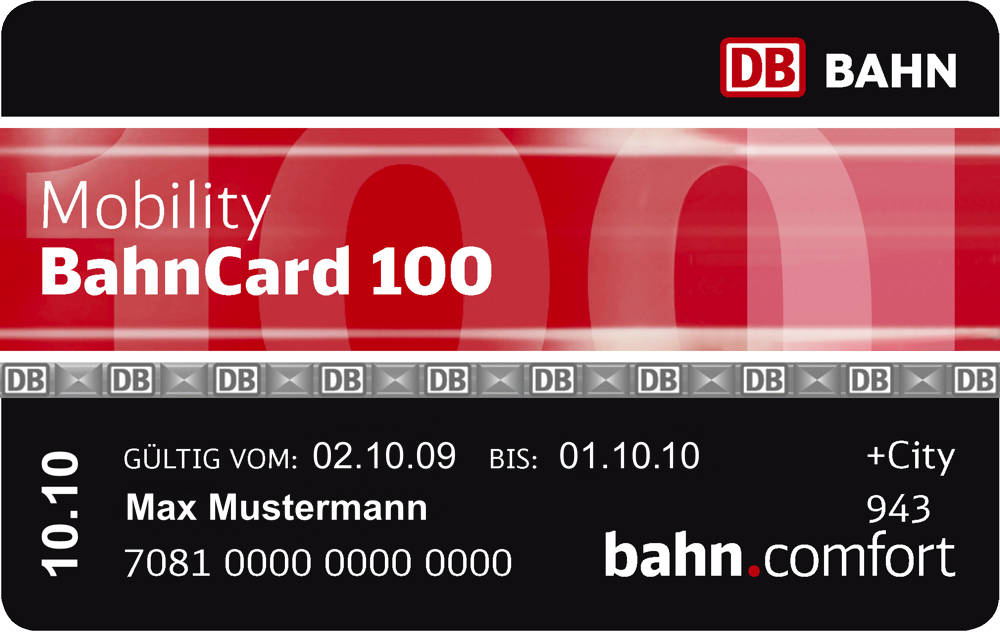
Mobility Bahncard 100 (Design bis 2009)

### Vorläufer

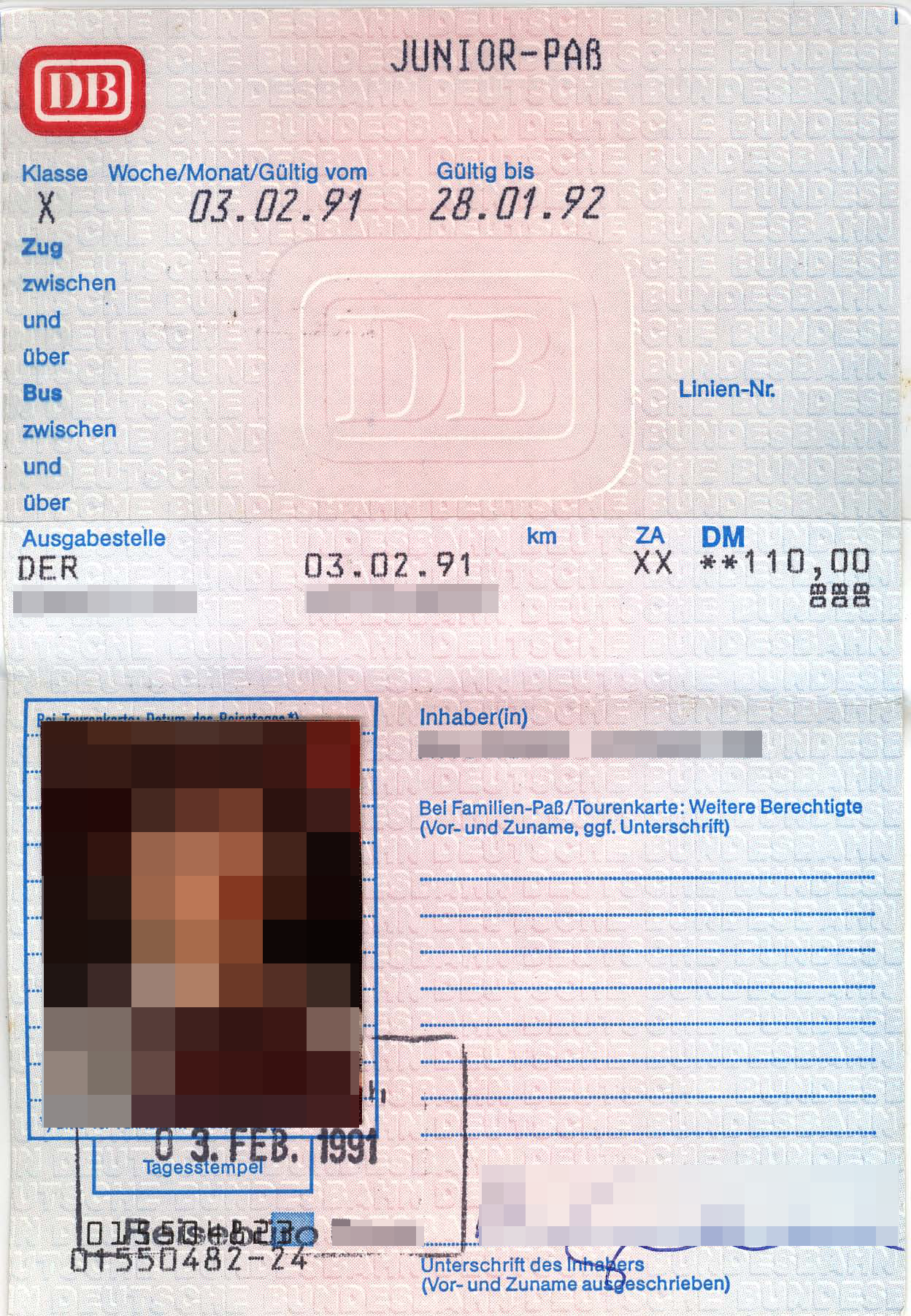
Junior-Paß, 1991

Als Vorgänger der Bahncard garantierten Taschengeld-, Junioren-, Familien- und Seniorenpässe einen Rabatt von 50 % auf den Normalpreis. Bei der Deutschen Reichsbahn war die Kinderaltersgrenze ursprünglich auf 10 Jahre festgesetzt, von 1985 bis Oktober 1990 erhielten Kinder, Jugendliche, Oberschüler, Lehrlinge und Studenten innerhalb der DDR 50 Prozent Fahrpreisermäßigung. Lehrlinge, Schüler und Studenten erhielten für Fahrten zwischen Heimatort und Ausbildungsort sogar 75 % Ermäßigung. Diese galt auch für Arbeiter zwischen Wohnort und Arbeitsstätte.
1955 führte der Bundesminister für Familienfragen Franz-Josef Wuermeling verbilligte Bahnfahrkarten für kinderreiche Familien ein. Der Berechtigungsausweis, mit dem bis April 1999 für Kinder vergünstigte Fahrkarten erworben werden konnten, wurde als „Der Wuermeling“ bekannt. Im Volksmund wurde Der Wuermeling auch als Karnickelpass bezeichnet.
1976 wurde ein Seniorenpass eingeführt, der Männern ab 65 und Frauen ab 60 Jahren sowie Frührentnern 50 Prozent Rabatt auf Fernverkehrs-Fahrpreise gewährte. Später auch der Taschengeld-, Junioren- und der Familienpass. Damit konnten Fahrausweise des Bundesbahntarifs zum halben Preis gekauft werden, zuerst ab 31 km, dann ab 51 km, später – mit zusätzlich gekaufter Wertmarke – ohne Beschränkung. Auf Fahrkarten regionaler Verkehrsverbünde und spezieller S-Bahn-Tarife gab es in der Regel keine Ermäßigung. Auch wurden Vorzugskarten angeboten, die 20 Prozent Rabatt gewährten.
Anfang der 1990er Jahre wurde für Jugendliche von 12 bis 17 Jahren für 40 DM ein Taschengeld-Paß angeboten, womit man ein Jahr zum halben Fahrpreis fahren konnte. (Bei der Deutschen Bundesbahn hatten Jugendliche ab 12 Jahren den vollen Fahrpreis zu bezahlen, bei der Deutschen Reichsbahn ab 15 Jahren). Für 18- bis 22-Jährige, Schüler und Studenten bis 26 Jahren wurde ein Junior-Paß für 110 DM angeboten, mit dem der reguläre Fahrpreis für ein Jahr halbiert werden konnte. Daneben wurde von 1978 bis 1995 für diese Gruppe das Tramper-Monats-Ticket angeboten, das binnen eines Monats zu beliebig vielen Fahrten in 2. Klasse (ohne ICE) berechtigte. Es kostete 290 DM (für Westdeutschland) bzw. 320 DM (im gesamten Bundesgebiet).

### Konzeption und Einführung (1991/92)
| Zeitpunkt           | BC50-Inhaber | BC25-Inhaber | BC-Inhaber | Quelle        |
| ------------------- | ------------ | ------------ | ---------- | ------------- |
| Mitte November 1992 | 440.000      | –            | 440.000    | [ 7 ]         |
| Jahresende 1992     | 650.000      | –            | 650.000    |               |
| 20. Januar 1993     | 1.000.000    | –            | 1.000.000  | [ 8 ]         |
| Mitte 2002          | 3.000.000    | –            | 3.000.000  | [ 9 ]         |
| Juni 2003           |              | 1.200.000    |            | [ 10 ]        |
| Ende 2003           |              |              | 2.700.000  | [ 11 ]        |
| Herbst 2004         |              | 1.400.000    |            | [ 12 ]        |
| Ende 2004           |              |              | 2.900.000  | [ 11 ]        |
| Ende März 2005      |              |              | 3.100.000  | [ 13 ]        |
| Ende 2005           |              |              | 3.200.000  | [ 11 ]        |
| Ende 2006           |              |              | 3.500.000  | [ 11 ]        |
| Ende 2007           | 1.780.000    | 2.230.000    | 4.010.000  | [ 14 ] [ 15 ] |
| Ende 2008           |              | 2.219.000    |            | [ 16 ]        |
| Ende 2009           |              | 2.338.000    |            | [ 16 ]        |
| September 2011      |              |              | 4.400.000  | [ 17 ]        |
| September 2012      | 1.600.000    | 3.100.000    | 4.700.000  | [ 18 ]        |
| Ende 2012           |              |              | 4.900.000  | [ 19 ]        |
| September 2014      | 1.500.000    | 3.500.000    | 5.000.000  | [ 20 ]        |
| Ende 2014           | 1.386.000    | 3.662.000    | 5.091.000  | [ 21 ]        |
| Ende 2015           | 1.311.000    | 3.559.000    | 4.915.000  | [ 22 ]        |
| September 2016      | ?            | ?            | 4,6 Mio.   | [ 23 ]        |
| Ende 2016           | 1.310.000    | 3.617.000    | 4.974.000  | [ 24 ]        |
| Ende 2019           | 1.516.000    | 3.722.000    | 5.292.000  | [ 25 ]        |

Anfang der 1990er Jahre verfolgte der Vorstand der Deutschen Bundesbahn das Ziel, das Preissystem im Personenverkehr zu vereinfachen. Ein Projekt unter Führung des Wirtschaftswissenschaftlers Georg Tacke, der über nichtlineare Preisbildung promovierte, leitete ein Team zur vollständigen Neuordnung des DB-Preissystems. Einer der ersten Maßnahmen war 1991 die Einführung des pauschalen ICE-Sparpreis'.

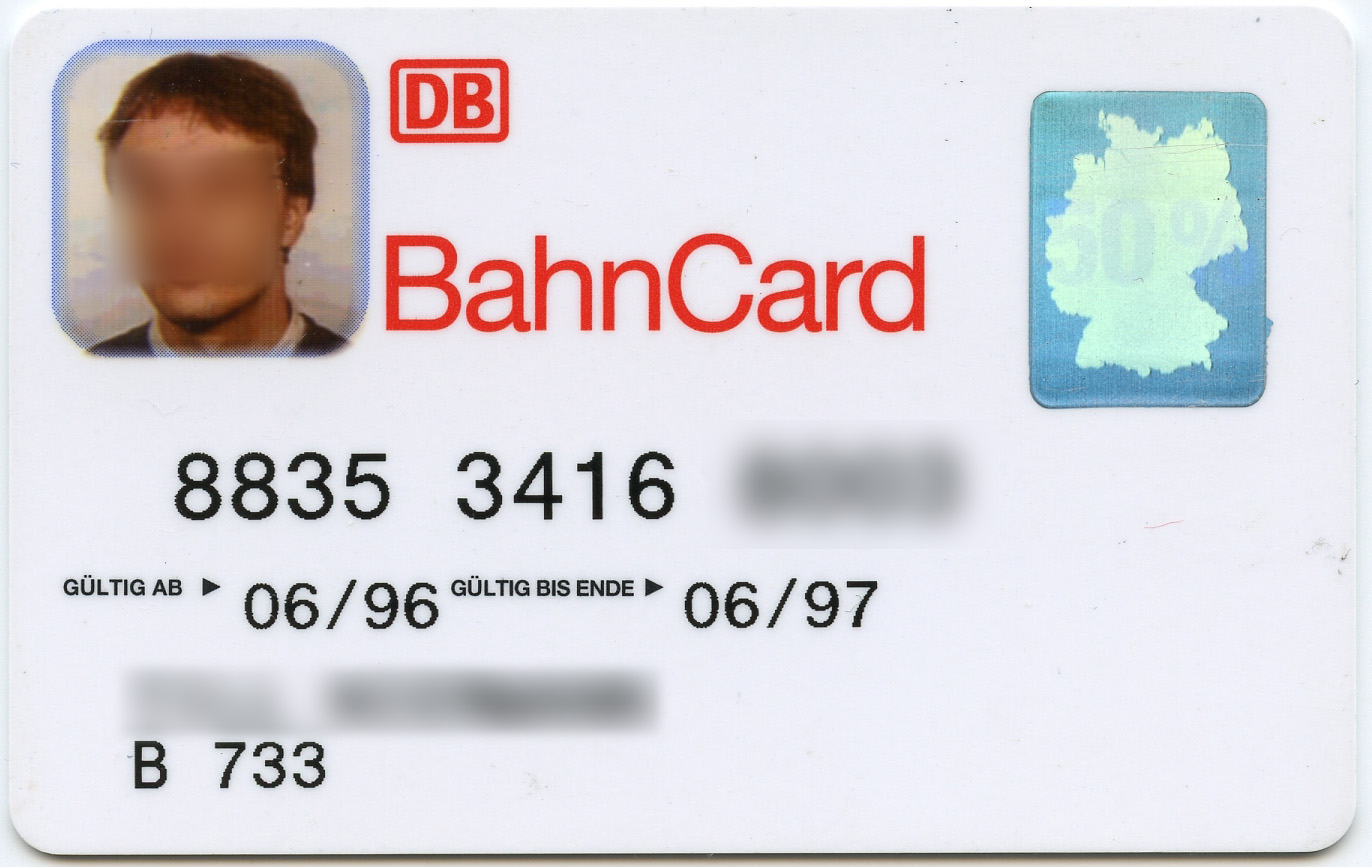
Bahncard 50 von 1996

Die Bahncard wurde zum 1. Oktober 1992 eingeführt. Zuerst wurde die Karte der 2. Klasse angeboten, gefolgt von der Bahncard First für die erste Klasse. Bis zum Jahresende wurde sie 650.000-mal verkauft. Ein Grund für die Einführung der Bahncard lag in der Kundenbindung, nachdem mit der Einführung des ICE im Vorjahr der Personenfernverkehr eine größere Akzeptanz erworben hatte. Die Karte wurde unter dem Motto Ein Jahr zum halben Preis vermarktet. Die TV-Werbekampagne wurde mehrfach prämiert. Ein anderer Grund sei die Vergünstigung von Fernreisen gewesen. Nach Angaben der Deutschen Bahn bedeutete die Einführung der Bahncard, neben der Einführung des ICE, den bedeutendsten Attraktivitätsschub für das Verkehrsmittel seit dem Zweiten Weltkrieg.
Der Preis zur Einführung der Karte im Oktober 1992 lag bei 220 DM, für Senioren und Junioren 110 DM. Der Erwerb reduzierte den Preis normaler Fahrkarten der 2. Klasse um 50 %. Bei Fahrkarten für die erste Wagenklasse betrug die Reduktion 50 % des Preises der 2. Klasse plus vollen Differenzbetrag, so dass sich eine Reduktion von 33 % für die 1. Wagenklasse ergab. Die Gültigkeit der Bahncard betrug ein Jahr. Sie war personengebunden und nicht übertragbar.
Der Rabatt von 50 Prozent und der Preis von 220 DM geht auf eine Befragung von etwa 10.000 Fahrgästen zurück.
Der Verkauf der Bahncard First, für zunächst 440 DM, begann am 16. November 1992, der erste Gültigkeitstag war der 1. Dezember 1992. Mit ihr gab es auch in der 1. Klasse eine Ermäßigung von 50 %.
Als erster Verkehrsverbund erkannte der Rhein-Main-Verkehrsverbund ab 1995 die Bahncard an. Bahncard-Besitzer konnten dabei im RMV eine Verbundfahrkarte zum Tarif für Jugendliche lösen, mit einem Rabatt von 40 Prozent. Im Gegenzug konnten RMV-Kunden den Interregio zuschlagsfrei nutzen, Pendler- und Zeitkarten des RMV wurden gegen Aufpreis im IC, EC und ICE anerkannt.
Zum 1. April 1999 wurde die Gültigkeitsdauer der Bahncard im Abonnement von 12 auf 13 Monate angehoben – inklusive vier kostenlose Sitzplatzreservierungen. Diese Angebote wurden später beendet.
Mitte 2002 wurde die Zahl der Bahncard-Kunden mit drei Millionen angegeben, wobei diese Zahl vor 2002 über mehrere Jahre stabil gewesen sei.

### Preissystem-Änderungen (2002)
Mit dem für Ende 2002 geplanten neuen Preissystem wurde der Rabatt der Bahncard von 50 auf 25 Prozent gesenkt. Vorgesehen war, die „alte“ Bahncard noch für eine einjährige Übergangsphase im Sortiment zu belassen. Nach Bahnangaben lag damals der Anteil der Bahncard-Kunden, die ihre Karte nur im Nahverkehr einsetzten, denen das neue Rabattsystem nicht nutzte, bei zwei Prozent.
Die neu konzipierte Bahncard halbierte die Rabatthöhe auf 25 %, gewährte den Rabatt aber auf alle Fahrkartenangebote.
Eltern konnten für eigene Kinder ab 6 Jahren eine eigene Bahncard für fünf Euro erwerben.
Die Abschaffung der 50-Prozent-Bahncard stieß auf vielfältige Kritik. Pro Bahn übergab Bundesverkehrsminister Manfred Stolpe 10.000 Unterschriften für den Erhalt der bisherigen Bahncard. Im ersten Halbjahr 2003 sank die Zahl der Bahncard-Inhaber von rund 3 auf etwa 2,5 Millionen.
Dieser Entwicklung versuchte die Deutsche Bahn mit einer Werbeaktion zu begegnen, bei der man 150.000 Zwei-Monats-Bahncards der 1. Klasse an ehemalige Bahncard-Besitzer verschenkte. Zudem strebten die Deutsche Bahn und das Bundesumweltministerium an, den 25-Prozent-Rabatt auf Verkehrsverbünde auszudehnen. Fahrgastverbände und Verkehrspolitiker forderten die Wiedereinführung der 50-Prozent-Bahncard. Bei der Vorlage der Jahresbilanz 2002, am 21. Mai 2003, lehnte der Bahnvorstand dies ab.
Auch der ab 2002 übliche Bahncardverkauf im Abonnement wurde Gegenstand von Kritik und von Gerichtsentscheidungen.

### Preissystem-Reform (2003)
Daher führte die Deutsche Bahn Anfang Juli 2003 wieder die 50-Prozent-Bahncard zum 1. August 2003 ein. Die Bahncard 50 konnte nicht mit Frühbucherrabatten kombiniert werden, doch erhielten bis zu vier auf dem Fahrschein eines Bahncard-50-Inhabers Mitreisende einen 50 % Mitfahrerrabatt. Ihr Preis stieg, gegenüber der bis Dezember 2002 vermarkteten Bahncard von 140 auf 200 Euro (2. Klasse) bzw. von 280 auf 400 Euro (1. Klasse). Zugleich sank der Preis der Bahncard 25 von 60 auf 50 Euro (2. Klasse). Inhaber der Bahncard 25 konnten nach Zahlung des Differenzbetrages die Bahncard 50 erwerben. Darüber hinaus wurde die Bahncard 100 als Nachfolger der Netzkarte eingeführt. Die Möglichkeit, die Bahncard 25 mit Frühbucherrabatten zu kombinieren, war zunächst befristet worden bis zum 30. September 2004, wurde 2004 jedoch ohne Grenze verlängert.
An den ersten drei Verkaufstagen wurden 50.000 Bahncard 50 verkauft (ein Teil als Umtausch der Bahncard 25) sowie 400 Exemplare der Bahncard 100. In den ersten zehn Tagen wurden 150.000 Bahncards verkauft, davon rund 80 Prozent Bahncard 50 der 2. Klasse. Im ersten Monat wurden 270.000 Bahncard 50 verkauft. Im gleichen Zeitraum wurden 86.000 Bahncard 25 abgesetzt.

### Weitere Entwicklung
Nachdem das Bahncard-Geschäft und der Kundenservice zwölf Jahre lang durch das Bertelsmann-Tochterunternehmen arvato im niedersächsischen Schortens abgewickelt worden waren (ab 1995 zunächst für die Citibank und seit 1999 direkt für die Bahn), übernahm zum 1. März 2007 das bahneigene Serviceunternehmen DB Dialog dieses Geschäft. Dieses Insourcing erfolgte auf Grund firmenpolitischer Überlegungen innerhalb der Bahn, um personellen Überkapazitäten von DB Dialog entgegenzuwirken. Erstmals seit Einführung des Produktes Bahncard im Jahr 1992 übernahm die Bahn damit selbst das komplette Bahncard-Geschäft und die Betreuung der Bahncard-Kunden.
Ende 2003 wandte sich der Verband Deutscher Verkehrsunternehmen gegen eine Forderung von DB-Chef Hartmut Mehdorn, die Bahncard auch im städtischen Nahverkehr anzuerkennen.
2004 wurden an vier Aprilwochenenden die 14,9 Millionen Mitgliedskarten des ADAC als Bahncard 25 in beiden Klassen anerkannt.
Die Organisation des Bahncard-Systems erfolgte ab April 2006 durch ein Konsortium um Loyalty Partner. Die täglich bis zu 22.000 Karten werden von GHP produziert. Durch die Umstellung kam es zu erheblichen Problemen und Wartezeiten bei der Erstellung der Karten.
Im Mai 2007 schrieb die Deutsche Bahn Teile des Bahncard-Geschäfts erneut aus. Für eine erwartete Auftragssumme von 2,8 bis 4,0 Millionen Euro soll der Auftragnehmer ab 1. Dezember 2007 über 30 Monate die Vorfilterung der Korrespondenz mit Bahncard-Kunden übernehmen. Erwartet wurden etwa 900.000 Briefe, 650.000 E-Mails und 10.000 Faxe pro Jahr. Ende 2007 wurde bekannt, dass der Bahncard-Service zur Bahn zurückverlagert wird. Anfang 2011 gab Loyalty Partner bekannt, das Bahncard-Geschäft für weitere sechs Jahre zu betreiben.
Von 2004 bis Ende 2007 wuchs die Zahl der Bahncard-Kunden um eine Million auf 4,01 Millionen. 2003 waren 2,7 Millionen Bahncards im Umlauf, im Folgejahr 2,9 Millionen. 2005 waren es 3,2 Millionen, 2006 3,5 Millionen. 2007 wurden rund 4 Millionen Bahncards gezählt. Nach Angaben des Unternehmens besaßen Anfang 2008 mehr Menschen eine Bahncard als je zuvor.
Eine Studie aus dem Jahr 2004 zeigte, dass Bahncard-Kunden die Bahn wesentlich häufiger benutzen und alternative Reisemöglichkeiten wesentlich seltener berücksichtigen als Kunden ohne Bahncard. Während Befragte ohne Bahncard im Schnitt 5,0 Bahnfahrten pro Jahr unternahmen, waren es bei Inhabern der Bahncard 25 pro Jahr 11,8, bei der Bahncard 50 jährlich 17,7 und bei der Bahncard 100 34,0 Fahrten. Laut einem Pressebericht habe eine Untersuchung 2011 ergeben, dass zwei von drei Bahncard-Besitzern so wenig Bahn führen, dass sich die Karte für sie nicht rechne.
Im September 2012 besaßen 4,8 Millionen Menschen eine Bahncard. Im Ausland leben 83.000 Bahncard-Besitzer in 149 Ländern. Im September 2014 besaßen Menschen aus 157 Ländern eine Bahncard. In Frankfurt am Main, Hannover und Freiburg besitzen jeweils rund 20 Prozent der Einwohner eine Bahncard; der größte Anteil liegt mit fast 27 Prozent in Göttingen (Stand: September 2014). Zwischen 2011 und Ende 2014 nahm die Zahl der Bahncard-Neukunden um 30 Prozent ab.
Bahncard-Inhaber reisen im Fernverkehr nach Angaben der Deutschen Bahn im ICE- und IC-Verkehr seit 1. April 2013 CO2-frei.
Bahncards werden seither in einem neuen Design mit einem grünen Streifen ausgegeben.
Ende 2014 besaßen 5,1 Millionen Menschen eine BahnCard. Anfang 2018 waren es 5,4 Millionen.
Die Deutsche Bahn kündigte im März 2015 an, BahnCards mit dreimonatiger Laufzeit anzubieten – neben den BahnCards 25, 50 und 100.
Nach einer Einigung zwischen Bund und Ländern, die Mehrwertsteuer für die BahnCards 25 und 50 von 19 auf 7 Prozent abzusenken, wurden deren Preise zum 1. Februar 2020 um rund zehn Prozent gesenkt.
Im Januar 2020 besaßen 5,2 Millionen Menschen eine Bahncard. Aufgrund der COVID-19-Pandemie ging die Zahl der Bahncard-Besitzer bis September 2020 um rund 5 Prozent auf „circa fünf Millionen“ zurück. Im April 2022 lag die Zahl bei 4,5 Millionen Menschen. Etwa 77.000 wohnen im Ausland. Im September 2022 wurde sie mit „über 5 Millionen“ angegeben.
Das Design der BahnCard wurde im Herbst 2020 verändert. Die BahnCards 25 und 50 der 2. Klasse sind in rot gehalten, jene der 1. Klasse in weiß, die BahnCard 100 in schwarz. BahnCards mit BahnComfort-Status sind – außer bei der Bahncard 100 – anthrazitfarben gehalten.
Die prozentual meisten Bahncard-Kunden leben in Merzhausen, wo fast jeder Vierte eine Karte besitzt. Rund 200 Kanadier, 22 Argentinier und 14 Neuseeländer besitzen eine Karte (Stand: April 2022).

### Kreditkartenfunktion
Bahncards mit Kreditkartenfunktionen gab es vom 1. Juli 1995 bis 30. März 1999 (Zahlungspartner: Citibank) und gibt es wieder seit 3. August 2009 (Zahlungspartner: Commerzbank).
In Zusammenarbeit mit der Citibank wurden von 1995 bis 1999 drei Varianten angeboten:
1. eine Bahncard mit VISA-Zahlungs- und Kreditkartenfunktion
2. eine Bahncard mit Electron-Zahlungsfunktion (Guthabenkonto)
3. Bahncard ohne Zahlungsfunktion

Die Gültigkeit der Karten mit Zahlfunktion lag bei zwei Jahren, die der regulären Bahncard ohne Zahlungsfunktion weiterhin bei einem Jahr. Dabei wurde von einer tages- auf eine monatsgenaue Gültigkeit umgestellt – die Karten waren bis zum Ende desselben Monats im Folgejahr gültig. Ab dem Stichtag wurden alle Bahncards mit einem Foto des Inhabers bedruckt. Mit dieser Umstellung wurde die Gebühr für Ersatzkarten (bei Verlust) von 50 DM aufgehoben, ein Speisewagen-Gutschein über fünf DM (der mit neuen Karten verschickt wurde) sollte die Fotokosten kompensieren. Die Kundendaten und Fotos wurden in den USA verarbeitet, was Datenschützer auf den Plan rief. Die Einführung der Bahncard mit Zahlungsfunktion war von Pannen geprägt: So sah das zunächst verwendete Antragsformular nicht vor, eine Bahncard ohne Zahlungsfunktion zu bestellen. Auch kam es mitunter zu mehrmonatigen Verzögerungen bei der Auslieferung der Karte und zu Fehlleitungen von Karten. Verbraucherschützer kritisierten Prämien von 1 DM je Bahncard, die Bahnmitarbeiter je verkaufter Bahncard erhielten. Die als „neue Bahncard“ beworbene Karte verkaufte sich nur schleppend. Statt der erhofften 1,5 Millionen Bahncards mit Zahlungsfunktion wurden bis Ende Mai 1996 nur 390.000 Exemplare verkauft. Die Bahncard mit Zahlungsfunktion wurde aufgrund geringer Nachfrage zum 1. April 1999 eingestellt.
Zum 3. August 2009 führte die Deutsche Bahn mit der Commerzbank mit der „Bahncard Kreditkarte“ wieder eine Bahncard mit Kreditkartenfunktion ein. Eine „Basisvariante“ wurde für 19 Euro pro Jahr angeboten, eine um Versicherungsleistungen ergänzte „Platin-Variante“ für 49 Euro, bis zum 31. März 2011 als Premium bezeichnet (jeweils kostenlos für Bahncard-100-Inhaber). Für Umsätze mit dieser Karte werden BahnBonus-Prämienpunkte vergeben (siehe BahnBonus). Die Gültigkeit der Kreditkarte korrespondiert mit der Gültigkeit der Bahncard, allerdings muss die Kreditkarte bei Kündigung der Bahncard separat gekündigt werden. Die kombinierte Karte zeigt auf der Vorderseite die Kreditkartennummer und auf der Rückseite klein aufgedruckt die Bahncard-Nummer. Die Karte mit Kreditkartenfunktion wird zusätzlich zur normalen Bahncard ausgestellt; seit dem 1. April 2010 enthalten die Beförderungsbedingungen die Verpflichtung, die herkömmliche Bahncard nach Erhalt der Karte mit Kreditkartenfunktion zurückzusenden.
Eine „Bahncard Kreditkarte“ kostet seit August 2016 als Basiskarte 34 Euro und die Platinkarte 64 Euro, für Inhaber einer Bahncard 1. Klasse oder einer Bahncard 100 ist die Kreditkarte in der Basiskarten-Version seit Oktober 2013 kostenfrei. Im September 2022 kündigte die DB an, die „BahnCard Kreditkarte“ einzustellen, Bestandskunden werde im September 2022 gekündigt. Die Kündigung erfolgte per Schreiben vom 28. September 2022 mit Wirkung zum 29. September 2023.

### Einstellung der Plastikkarte, Bahncard rein digital ab Juni 2024
Seit dem 9. Juni 2024 wird die BahnCard 25 oder 50 nicht mehr als Plastikkarte ausgegeben, sondern nur noch digital mit Kundenkonto in der App. Die Umstellung hatte die Bahn bereits im Dezember 2023 angekündigt. Bestehende Karten können noch bis zu dem aufgedruckten Gültigkeitsdatum genutzt werden, im Falle eines Verlusts werden aber keine Ersatzkarten mehr ausgestellt. Stattdessen sollen die Kunden das Produkt mit ihrem bahn.de-Kundenkonto in die App „DB Navigator“ laden und auf dem Smartphone nutzen. Dass die BahnCard dem ursprünglichen Plan zufolge nach diesem Termin ausschließlich digital nutzbar sein sollte, begründet das Unternehmen auch mit der zunehmenden Digitalisierung. Zudem verweist die Deutsche Bahn auf den Umweltschutz.

#### Rückzieher vom ausschließlich Smartphone-gestützten Angebot
Faktisch bedeutete dieses Vorhaben für Nutzer der Bahncard einen Smartphone- und App-Zwang bzw. einen Ausschluss aus dem Bahncard-Rabatt, falls man kein oder ein nicht unterstütztes Smartphone nutzt. Nach massiver Kritik u. a. von Verbraucherschutzorganisationen am Vorhaben, die Bahncard nur noch digital anzubieten, stellte die Bahn ab Februar 2024 eine Alternative in Aussicht. Man könne ab 9. Juni 2024 ein Ersatzdokument als PDF herunterladen und als Ausdruck oder digitale Kopie auf einem Endgerät mit sich führen.

### Digitale Bahncard auf Papier
Informationen der Deutschen Bahn zufolge erhalten Kunden, die weder ein Smartphone noch ein Online-Kundenkonto nutzen, die BahnCard 25 oder 50 in Papierform. Es handelt sich dabei um das sonst für Online-Kunden als PDF downloadbare „BahnCard-Ersatzdokument“. Diese „Papier-Bahncard“ wird von der Deutschen Bahn nicht aktiv beworben, sie ist jedoch seit Sommer 2024 in den Reisezentren erhältlich.

## Gegenwärtiges Tarifsystem
Seit August 2003 gibt es drei Bahncard-Typen: Bahncard 25, Bahncard 50 und Bahncard 100, jeweils für die 2. und 1. Klasse. Bahncard 25 und 50 1. Klasse können auch für die 2. Klasse genutzt werden. Im August 2005 wurde für Jugendliche bis einschließlich 18 Jahren die Jugend BahnCard 25 eingeführt, die für die 1. und die 2. Klasse gilt. Seit August 2015 sind die My BahnCard 25 und die My BahnCard 50 für Reisende bis einschließlich 26 Jahren im Angebot.
Die Bahncard 25/50 und die My BahnCard 25/50 gelten ein Jahr und können nur im Abonnement erworben werden. Werden sie nicht bis spätestens sechs Wochen vor dem Ablaufdatum gekündigt, verlängert sich ihre Laufzeit automatisch um ein weiteres Jahr. Für einige Geschäftskunden gibt es Ausnahmen von dieser Regelung. Die Bahncard 100 kann für ein Jahr (Vorauszahlung der gesamten Summe) oder im monatlichen Abonnement (Mindestlaufzeit ein Jahr, danach monatlich kündbar) erworben werden. Bei Verlängerung der Bahncard gelten die aktuellen Konditionen, die sich von bisherigen unterscheiden können. Eine Benachrichtigung darüber erfolgt nur, wenn die Veränderungen in den letzten 4 Wochen vor Verlängerung in Kraft traten.
Dem Kunden wird dann ein außerordentliches Kündigungsrecht gewährt. Er kann innerhalb von 4 Wochen nach Zugang der Mitteilung zum Ablauf der Geltungsdauer kündigen.
Neben der Funktion als Rabattkarte kann die Bahncard auch als Identifikationskarte für Online-Tickets und Handytickets sowie zur Bezahlung per Lastschrift am Automaten genutzt werden.
Bahncard-Inhaber können Fahrkarten über die auf der Karte aufgedruckte Bahncard- oder, bei Vielfahrern, über die BahnComfort-Hotline buchen.

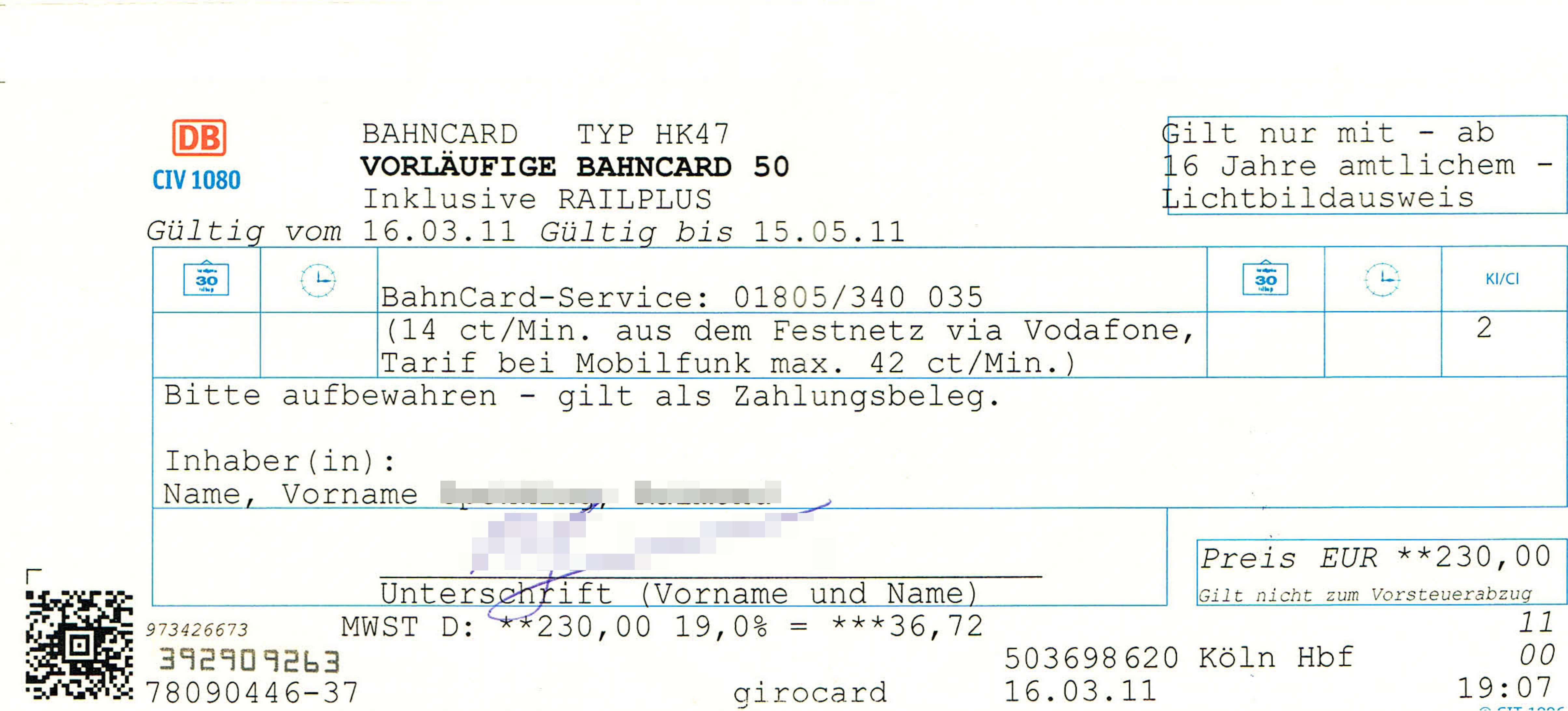
Vorläufige Bahncard 50, 2011 am Schalter gekauft

Bahncards können u. a. an Fahrkartenschaltern erworben werden, wobei eine vorläufige Bahncard zum unmittelbaren Reiseantritt ausgestellt wird. Ab dem 15. Juni 2008 konnte bei einer Onlinebestellung die vorläufige Karte als Online-Ticket selbst ausgedruckt werden, seit 2023 kann sie nur noch als Smartphone-Ticket in der App eingetragen werden.
Beim Kauf der Bahncard 25 und 50 kann auch ein Versicherungspaket (Reisekosten-Rücktrittsversicherung, Reise-Gepäckversicherung, -Unfallversicherung) abgeschlossen werden.
Wer dem zustimmt, erhält regelmäßig Mitfahrer-Angebote und Möglichkeiten, seine Bahncard der 2. Klasse zeitweise für die 1. Klasse einzusetzen.
Ende 2008 waren 3,989 Millionen Bahncards im Umlauf, Ende 2009 lag die Zahl bei 4,071 Millionen.
Nach Unternehmensangaben werden Bahncard-Daten ein Jahr nach Ablauf der jeweiligen Karte gelöscht.
Laut Unternehmensangaben von 2015 fahren alle Bahncard-Kunden innerhalb Deutschlands rein mit Ökostrom. Der Strombedarf werde entsprechend ermittelt und zusätzlich von DB Energie eingekauft.

### Bahncard 25
| ab Datum          | BC25    | BC25F | Q      |
| ----------------- | ------- | ----- | ------ |
| 15. Dezember 2002 | 60 €    | 120 € |        |
| 1. August 2003    | 50 €    | 100 € | [ 84 ] |
| 11. Dezember 2005 | 52 €    | 103 € | [ 85 ] |
| 1. Januar 2007    | 53 €    | 106 € |        |
| 9. Dezember 2007  | 55 €    | 110 € |        |
| 14. Dezember 2008 | 57 €    | 114 € |        |
| 14. Dezember 2011 | 59 €    | 119 € | [ 86 ] |
| 9. Dezember 2012  | 61 €    | 123 € | [ 87 ] |
| 15. Dezember 2013 | 62 €    | 125 € |        |
| 1. Februar 2020   | 55,70 € | 112 € |        |
| 12. Dezember 2021 | 56,90 € | 115 € |        |
| 11. Dezember 2022 | 59,90 € | 121 € |        |
| 10. Dezember 2023 | 62,90 € | 125 € |        |

Mit der Bahncard 25 werden 25 % Rabatt auf die Flexpreise und die Sparpreise gewährt. Ein Spareffekt setzt daher ab jährlichen Ausgaben für Fahrkarten des Vierfachen des Bahncard-Preises ein. Bei der Bahncard 25 ist es dabei unerheblich, ob Normal- oder Sparpreisfahrkarten gekauft werden. Sitzplatzreservierungen und andere Service-Leistungen zählen nicht zu den rabattfähigen Leistungen.
Die Bahncard 25 kostet für die 2. Klasse 62,90 Euro, für die 1. Klasse 125 Euro pro Jahr. Eine Ersparnis ergibt sich also ab jährlichen Ausgaben von 251,60 Euro in der 2. Klasse bzw. 500 Euro in der 1. Klasse (Stand Dezember 2023).
Partner und Kinder (unter 18 Jahre) von Inhabern der Bahncard 100 sowie Inhaber der persönlichen DB-Jahreskarte erhalten auf Antrag die Bahncard 25 während der Laufzeit der zu Grunde liegenden Karten gratis.
6- bis 18-jährige können für 7,90 Euro die ein Jahr lang gültige Jugend-Bahncard 25 erwerben. Die Ermäßigung gilt für die 1. und 2. Klasse. Sie geht nicht in ein Abo über, sondern läuft automatisch nach einem Jahr aus. Das Angebot war zum Fahrplanwechsel im Dezember 2005 eingeführt worden. 2012 und 2014 besaßen jeweils rund 700.000 Jugendliche diese Bahncard.
Von Dezember 2007 bis November 2023 war das Railplus-Angebot im Kaufpreis der Karte enthalten.
Zwischen Mitte Dezember 2002 und Ende Juni 2003 wurden 1,2 Millionen Bahncard 25 verkauft. Im Herbst 2004 lag die Zahl der Bahncard-25-Inhaber bei rund 1,4 Millionen. Im Dezember 2007 waren 2,23 Millionen Bahncard 25 im Umlauf. Die Zahl der Bahncard-25-Nutzer wächst, laut Angaben des Unternehmens, seit Anfang 2006 schneller als die der Bahncard-50-Inhaber (Stand: November 2007). Ende 2008 lag die Zahl der Bahncard 25 bei 2,219 Millionen, Ende 2009 bei 2,338 Millionen. Nach Angaben des Unternehmens unternehmen Bahncard-25-Inhaber durchschnittlich zehn Bahnfahrten pro Jahr (Stand: 2007).
Die Einführung einer vergünstigten Bahncard 25 für Senioren im Dezember 2008 war angekündigt, wurde aber mit der Streichung des geplanten „Bedienzuschlages“ wieder verworfen. Die Konditionen der geplanten Karte wurden nicht bekannt.
Vom 4. Februar bis 31. Juli 2009 gewährte die Bahn erstmals befristet den Bahncard-25-Rabatt auf Dauer-Spezial-Angebote. Seit 13. Dezember 2009 wird der Bahncard-25-Rabatt auch für Dauer-Spezial-Angebote gewährt. Seit 1. Januar 2010 wird der Rabatt auch für den Sparpreis gewährt. Vor diesem Termin gewährte die Bahn Inhabern einer Bahncard 25 nur einen fixen Preisnachlass von 5 Euro auf Europa-Spezial-Angebote.
Auf Bahnhofsfesten anlässlich des 175-jährigen Bestehens der Eisenbahn in Deutschland wurde die Bahncard 25 in der zweiten Jahreshälfte 2010 teilweise für 29 Euro verkauft.
Zum 12. Dezember 2010 wurde eine ermäßigte Bahncard 25 eingeführt. Sie kostet (seit 10. Dezember 2023) 40,90 Euro (2. Klasse) bzw. 81,90 Euro (1. Klasse). Sie kann von Senioren (ab 65 Jahre) und Schwerbehinderten ab einem GdB von 70 erworben werden sowie von Personen, die wegen voller Erwerbsminderung eine Rente beziehen. Von 2010 bis 2022 konnten Bahncard-25-Inhaber für Ehe- und Lebenspartner eine Bahncard 25 als Partnerkarte zum ermäßigten Preis erwerben. Die Bahncard 25 wird seither immer ohne Foto ausgegeben und gilt nur noch in Verbindung mit einem Ausweis. Für Kunden unter 27 nennt sich das ermäßigte Angebot My BahnCard 25 und kostet in der 2. Klasse 39,90 Euro bzw. 81,90 Euro in der 1. Klasse.
Bis 31. März 2021 konnten Neukunden die BahnCard 25 bereits ab 60 Jahren vergünstigt erwerben.

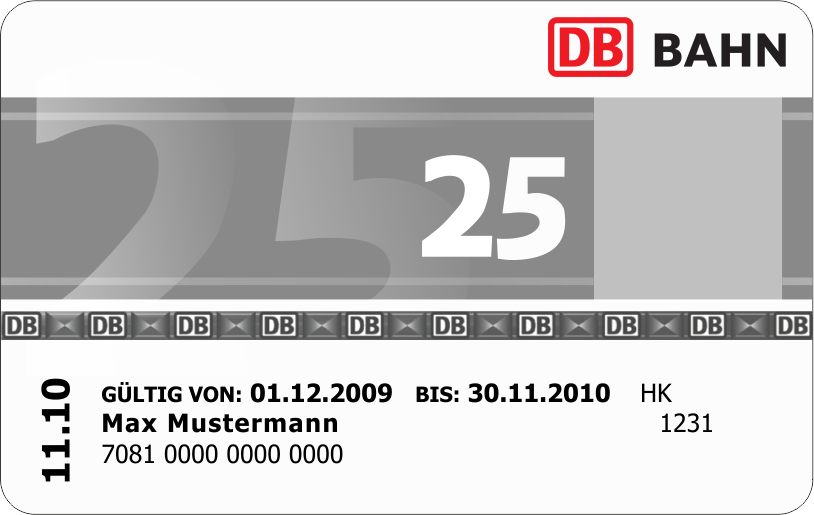
Bahncard 25 First ohne Bild
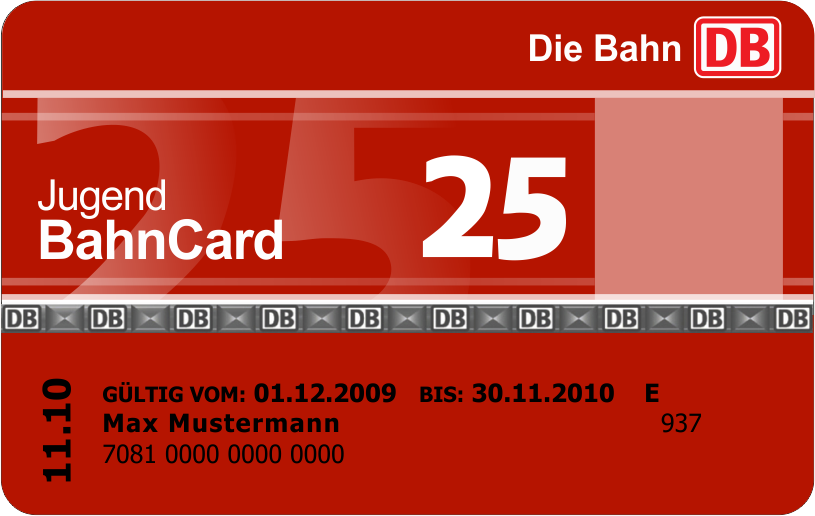
Jugend-Bahncard 25
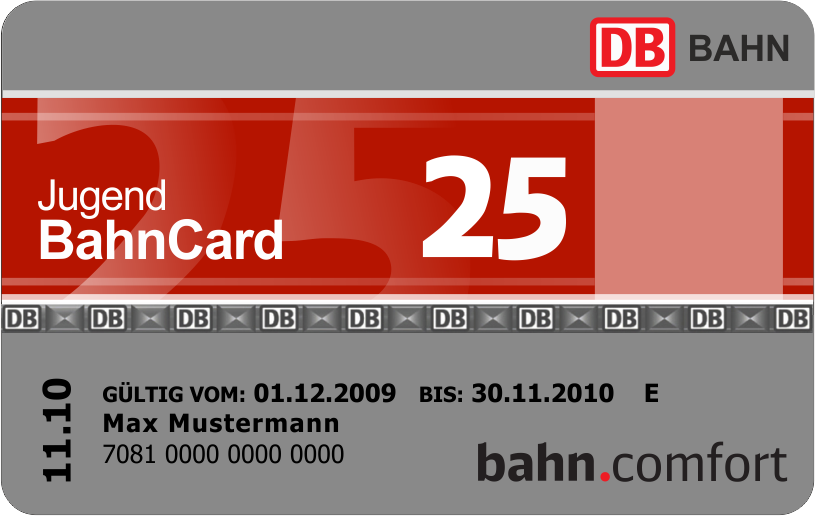
Jugend-Bahncard 25 mit bahn.comfort-Status

### Bahncard 50
| ab Datum          | BC/BC50        | BCF/BC50F      | Quelle |
| ----------------- | -------------- | -------------- | ------ |
| 1. Dezember 1992  | 220 DM (112 €) | 440 DM (225 €) |        |
| 1. April 1997     | 240 DM (123 €) | 480 DM (245 €) |        |
| 1. April 1999     | 260 DM (133 €) | 520 DM (266 €) | [ 99 ] |
| 1. Januar 2001    | 270 DM (138 €) | 540 DM (276 €) | [ 99 ] |
| 1. Januar 2002    | 120 €          | 240 €          |        |
| 15. Dezember 2002 | –              | –              |        |
| 1. August 2003    | 200 €          | 400 €          | [ 84 ] |
| 11. Dezember 2005 | 206 €          | 412 €          |        |
| 1. Januar 2007    | 212 €          | 424 €          |        |
| 9. Dezember 2007  | 220 €          | 440 €          |        |
| 14. Dezember 2008 | 225 €          | 450 €          |        |
| 13. Dezember 2009 | 230 €          | 460 €          | [ 95 ] |
| 11. Dezember 2011 | 240 €          | 482 €          | [ 86 ] |
| 9. Dezember 2012  | 249 €          | 498 €          | [ 87 ] |
| 15. Dezember 2013 | 255 €          | 515 €          | [ 60 ] |
| 1. Februar 2020   | 229 €          | 463 €          | [ 60 ] |
| 12. Dezember 2021 | 234 €          | 474 €          |        |
| 11. Dezember 2022 | 244 €          | 492 €          |        |

Mit der Bahncard 50 werden 50 % Rabatt auf den Normalpreis (=Flexpreis) gewährt. Seit dem 1. August 2016 werden 25 % Rabatt auf Sparpreise gewährt. Zur Ermittlung des Spareffekts muss man den Kauf von Fahrkarten zum Normalpreis und Sparpreis unterscheiden. Ebenso muss man unterscheiden, ob man eine Ersparnis im Vergleich zu den Kosten ohne Bahncard oder zu den Kosten mit Bahncard 25 betrachtet. Vergleicht man die Kosten mit der Bahncard 50 zu den Kosten für Fahrkarten ohne Bahncard, setzt ein Spareffekt daher ab jährlichen Ausgaben für Normalpreis-Fahrkarten in Höhe des doppelten Bahncard-Preises ein, und für Sparpreis-Fahrkarten des vierfachen Bahncard-Preises. Im Vergleich zur Möglichkeit, stattdessen eine Bahncard 25 zu erwerben, setzt der Spareffekt für Normalpreis-Fahrkarten hingegen erst ab jährlichen Ausgaben in Höhe der vierfachen Differenz von Bahncard 50 und Bahncard 25 ein. Bei der Nutzung von Sparpreisen ergibt sich mit der Bahncard 50 nie ein Spareffekt im Vergleich zu Bahncard 25. Im Umkehrschluss bedeutet dies, eine Bahncard 50 führt erst zur Ersparnis, wenn ausschließlich die summierten Normalpreis-Fahrkarten im Jahr mehr als die vierfache Differenz zum Preis der Bahncard 25 übersteigt. Sitzplatzreservierungen und andere Service-Leistungen zählen nicht zu rabattfähigen Leistungen.
Vor dem 1. August 2016 galt der Rabatt auf Sparpreise nur bei befristeten Sonderaktionen, und bis zum 9. Dezember 2017 nur für reine Fernverkehrsverbindungen.
Die Bahncard 50 kostet für die 2. Klasse 244 Euro pro Jahr (1. Klasse: 492 Euro). Eine Ersparnis ergibt sich also ab jährlichen Ausgaben für Fahrkarten im Normalpreis von 724,40 Euro in der 2. Klasse und 1468 Euro in der 1. Klasse (Stand Dezember 2023). Unterhalb dieser Jahresausgaben im Normalpreis oder bei Nutzung von Sparpreisen ist die Bahncard 25 ökonomisch sinnvoller.
Der ermäßigte Preis der BahnCard 50 beträgt 122 Euro (1. Klasse: 241 Euro) und gilt für Senioren ab 65 Jahre, Ehepartner und Partner (selber Haushalt) sowie Schwerbehinderte (ab einem GdB von 70) und Personen, die eine Rente wegen voller Erwerbsminderung beziehen. Für Personen bis einschließlich 26 Jahren nennt sich das Angebot My BahnCard und kostet 69,90 Euro (1. Klasse: 241 Euro). Journalisten (mit Presseausweis) erhielten von 2004 bis zum 15. April 2012 ebenfalls diesen Rabatt (Presserabatt), weiterhin Personen, die eine Rente wegen voller Erwerbsminderung beziehen.
Zur Einführung der Bahncard 50 zum 1. August 2003 konnten, im Gegensatz zur Bahncard, Kinder unter 15 Jahren gratis mitgenommen werden, jeder weitere Mitfahrer (auch ohne Bahncard) fuhr für die Hälfte des Normalpreises. Der anfangs für Inhaber einer Bahncard 50 zweiter Klasse gewährte Rabatt in Höhe von 33 Prozent auf Fahrscheine erster Klasse wurde abgeschafft.
Nach Angaben der Bahn unternehmen Bahncard-50-Inhaber durchschnittlich etwa fünfzig Bahnfahrten pro Jahr (Stand: 2007).
Anfang 2008 waren 1,8 Millionen Bahncard 50 im Umlauf. Ende 2008 lag die Zahl der Bahncard-Inhaber bei 1,738 Millionen, Ende 2009 bei 1,698 Millionen. Anfang 2025 waren es noch 1,2 Millionen.

### Bahncard 100
Mit der Bahncard 100 – umgangssprachlich auch Schwarze Mamba oder Black Mamba genannt – kann man ohne weitere Kosten beliebig viele Fahrten mit der Deutschen Bahn unternehmen. Die Karte selbst gilt dabei als Fahrschein – eine separate Fahrkarte ist nicht nötig. Ausgenommen sind Autoreisezüge. Für die Benutzung reservierungspflichtiger Züge wie der CNL-Züge (Nachtzüge) musste auch mit der Bahncard 100 eine (kostenpflichtige) Reservierung gebucht werden. Bahncard-100-Kunden können – wo zulässig – ein Fahrrad mitnehmen; hierfür ist im Fernverkehr eine kostenfreie Reservierung eines Fahrradstellplatzes nötig. Bis zum 31. Dezember 2021 konnten sie je Monat zwei Gepäckstücke kostenlos befördern lassen.
Bei einer vor dem 15. Oktober 2023 ausgegebenen Bahncard 100 war das City-Ticket als fester Bestandteil enthalten. Damit konnten in mehr als 100 Städten auch Busse, Straßenbahnen und U-Bahnen genutzt werden. 
Seit 1. Mai 2023 ist in der Bahncard 100 das Deutschlandticket enthalten. Im Gegensatz zum City-Ticket ist es eine freiwillige Leistung der DB, die sich die jederzeitige Rücknahme vorbehält. Das Deutschlandticket ist nicht auf der nur als Plastikkarte herausgegebenen Bahncard 100 gespeichert, sondern nur zusammen mit ausgewählten Smartphone-Betriebssystemen nutzbar.
Zur Fahrradreservierung ist im Fernverkehr eine kostenlose Reservierung nötig, die jedoch für diesen Kundenkreis nicht online buchbar ist. Neukunden erhalten für Car- und Bike-Sharing 20 bzw. 10 Euro Startguthaben, das Carsharing kann zu Business-Konditionen genutzt werden (fünf Prozent Rabatt auf Zeit- und Kilometerentgelte).
Die Bahncard 100 kostet für die 2. Klasse bei Sofortzahlung 4.899 Euro für ein Jahr (1. Klasse: 7.999 Euro). Für Kunden unter 27 Jahren kostet sie in der 2. Klasse 3.199 Euro für ein Jahr (1. Klasse: 5.999 Euro). Bei Sofortzahlung wird die Bahncard 100 nach einem Jahr nicht automatisch verlängert und muss neu beantragt werden. Das Abonnement verlängerte sich jeweils automatisch um ein Jahr, wenn es nicht spätestens sechs Wochen vor Ablauf gekündigt wurde. Danach (also nach dem ersten Jahr) konnte es mit sechs Wochen Kündigungsfrist zum darauffolgenden Monatsende vorzeitig gekündigt werden. Der Neuverkauf im monatlichen Abonnement wurde zum 11. Dezember 2022 eingestellt.

#### Historie und Statistik
| ab Datum           | 2. Klasse                         | 1. Klasse                         | Gesamtzahl          | Quelle                |
| ------------------ | --------------------------------- | --------------------------------- | ------------------- | --------------------- |
| 1964               | 2.600 DM                          |                                   |                     | [ 116 ]               |
| 1971               | 3.100 DM                          | 4.200 DM                          |                     | [ 117 ]               |
| Anfang 1996        | 7.250 DM                          |                                   |                     | [ 118 ]               |
| 1. August 2003     | 3.000 €                           | 5.000 €                           | 14.000              | [ 77 ] [ 92 ] [ 119 ] |
| 12. Dezember 2004  | 3.250 €                           | 5.400 €                           | 12.000              | [ 120 ]               |
| 11. Dezember 2005  | 3.300 €                           | 5.500 €                           |                     |                       |
| 10. Dezember 2006  | 3.400 €                           | 5.700 €                           |                     |                       |
| 9. Dezember 2007   | 3.500 €                           | 5.900 €                           | 29.000              | [ 52 ]                |
| 14. Dezember 2008  | 3.650 €                           | 6.150 €                           | 32.000              |                       |
| 13. Dezember 2009  | 3.800 €                           | 6.400 €                           | 35.000              | [ 16 ] [ 95 ]         |
| 11. Dezember 2011  | 3.990 €                           | 6.690 €                           | 36.000              | [ 86 ] [ 121 ]        |
| 9. Dezember 2012   | 4.090 €                           | 6.890 €                           | 40.000              | [ 18 ] [ 122 ]        |
| 29. September 2014 |                                   |                                   | fast 43.000         | [ 20 ]                |
| 12. Dezember 2016  | 4.190 € (Abo: 388 € pro Monat)    | 7.090 € (Abo: 658 € pro Monat)    | 47.000              | [ 123 ]               |
| 10. Dezember 2017  | 4.270 € (Abo: 395 € pro Monat)    | 7.225 € (Abo: 670 € pro Monat)    | rund 47.000/ 50.000 | [ 124 ] [ 58 ]        |
| 9. Dezember 2018   | 4.395 € (Abo: 406 € pro Monat)    | 7.435 € (Abo: 689 € pro Monat)    |                     |                       |
| 1. Januar 2020     | 3.952 € (Abo: 365 € pro Monat)    | 6.685 € (Abo: 620 € pro Monat)    |                     |                       |
| 1. Juli 2020       | 3.878 € (Abo: 358,20 € pro Monat) | 6.560 € (Abo: 608,40 € pro Monat) |                     |                       |
| 1. Januar 2021     | 4.027 € (Abo: 372 € pro Monat)    | 6.812 € (Abo: 632 € pro Monat)    |                     | [ 125 ]               |
| 12. Dezember 2021  | 4.144 € (Abo: 383 € pro Monat)    | 7.012 € (Abo: 650 € pro Monat)    |                     |                       |
| 11. Dezember 2022  | 4.339 € (Abo: 402 € pro Monat)    | 7.356 € (Abo: 682 € pro Monat)    |                     | [ 126 ]               |
| 10. Dezember 2023  | 4.550 €                           | 7.714 €                           |                     | [ 127 ]               |
| 15. Dezember 2024  | 4.899 €                           | 7.999 €                           |                     |                       |

Die Bahncard 100 ersetzte als einheitliches, persönliches Angebot das bis dahin erhältliche Sortiment an verschiedenen Netzkarten.
Die Deutsche Reichsbahn bot um 1939 ein Sortiment von Netzkarten für das gesamte Netz, 21 Teilnetze (je etwa 7.000 km Streckennetz) sowie 130 Bezirken (jeweils 1.100 km Streckennetz) an. Sie waren jeweils für einen Monat gültig und kosteten zwischen 40 Reichsmark (Bezirkskarte 3. Klasse) und 320 Reichsmark (gesamtes Netz, 1. Klasse). Daneben waren Bezirks-Teilmonatskarten für 16. bzw. 21 Reichsmark (3. bzw. 2. Klasse) erhältlich.
Bei der Deutschen Bundesbahn hatte eine persönliche Netzkarte für die 2. Klasse um 1964 2.600 DM gekostet. 1971 kostete sie 3.100 DM für die 2. bzw. 4.200 DM für die 1. Klasse. Noch 1994 waren persönliche und übertragbare Jahresnetzkarten sowie persönliche Monatskarten für das Gesamt- und für Teilnetze (von jeweils rund 5.400 km Umfang) erhältlich. Anfang 1996 hatte die persönliche Netzkarte der 2. Klasse 7.250 DM gekostet.
Die Bahncard 100 wurde zum 1. August 2003 als Nachfolger der Persönlichen NetzCard eingeführt. Sie wurde später in Mobility Bahncard 100 umbenannt und wird seit 1. April 2011 wieder unter der Bezeichnung Bahncard 100 verkauft. Seit 12. Dezember 2004 umfasst die Bahncard 100 das City-Ticket.
Im Jahr 2003, nach Einführung der Karte, lag die Zahl der Bahncard-100-Inhaber bei rund 14.000, Ende 2004 bei rund 12.000. Anfang 2005 waren rund 15.000 Bahncard 100 im Umlauf, Anfang 2008 waren es etwa 29.000, Ende 2008 etwa 32.000. Ende 2009 lag die Zahl der Bahncard-100-Besitzer bei 35.000, im Frühjahr 2011 bei rund 36.000 und im September 2012 bei rund 40.000. Im April 2013 zählte die Netzkarte 41.000 Inhaber.
Zu diesem Zeitpunkt plante die Deutsche Bahn, eine ermäßigte Bahncard 100 für Senioren einzuführen. Sie sollte mehr als die Hälfte des regulären Preises kosten. Diese Erwägungen hat die Deutsche Bahn nicht umgesetzt. Eine ermäßigte Bahncard 100 gehört nicht zum Angebot für Senioren.
Bis zum September 2014 erhöhte sich die Zahl der Inhaber auf fast 43.000. Ende 2018 waren es 52.700, Ende 2019 54.400 und im Jahr 2021 36.219 Personen. Die meisten BahnCard-100-Inhaber leben (Stand: Januar 2018) in Berlin, gefolgt von Hamburg, Frankfurt am Main, Köln und München. Die höchste Inhaberdichte, bezogen auf die Einwohnerzahl, besteht in Montabaur, gefolgt von Siegburg, Frankfurt am Main und Mannheim. In den genannten Städten kommt auf etwas mehr als 300 Einwohner ein BahnCard-100-Inhaber. Die DB erwirtschaftet damit mehr als 220 Millionen Euro. Im August 2022 lag die Zahl der BahnCard-Inhaber um rund 40 Prozent über dem Vorjahresmonat. Im März 2023 gab es mehr als 46.000 BahnCard-100-Inhaber.
Laut Unternehmensangaben (Stand: 2012) sei ein typischer Bahncard-100-Inhaber männlich, über 40 Jahre alt, lebe in einem Ballungsraum, fahre rund 200 Mal im Jahr und steuere häufig dieselben Ziele an. Im Zuge der COVID-19-Pandemie in Deutschland ging die Zahl der BahnCard-100-Kunden bis Oktober 2020 um zehn Prozent zurück.

#### Steuerliches und Datenschutz
Wird die Jahreskarte vom Arbeitgeber zur Verfügung gestellt, ohne dass die dem Arbeitgeber ersparten Fahrtkosten mindestens dem Wert der Bahncard entsprechen, ist sie in voller Höhe als geldwerter Vorteil zu versteuern. Die Kosten der Bahncard 100 der 1. Klasse übersteigen die Kappungsgrenze von 4.500 Euro der Entfernungspauschale für Fahrten zur Arbeitsstelle, wobei gemäß § 9 Abs. 2 EStG bei öffentlichen Verkehrsmitteln aber auch die tatsächlich angefallenen Kosten angesetzt werden können. Sofern die Bahncard 100 First lediglich im Vorjahr beschafft wurde, bleibt es jedoch bei der Kappungsgrenze.
In die Karte ist ein elektronischer Schlüssel (RFID) für DB Carsharing integriert. Datenschützer kritisieren, dass das Unternehmen nicht hinreichend auf diesen Umstand hinweisen würde. Eine Karte ohne Chip bietet die Bahn nicht an. Unter anderem für die Integration des RFID-Chips sowie die Pflicht, ein Foto beim Erwerb vorlegen zu müssen, erhielt das Unternehmen im Jahr 2007 einen Big Brother Award. Seit Dezember 2012 werden keine Fotos mehr auf der Bahncard 50 aufgedruckt.

### Bahncard Business
Seit dem 12. Juni 2011 wird als Bahncard Business eine Bahncard für bahn.corporate-Kunden angeboten. Seit Ende 2011 ist die Inanspruchnahme von Vorteilen für Unternehmenskunden, wie Rabatte und verlängerte Ticketrücknahmefristen, nur noch für Inhaber dieser Bahncard möglich. Sie kostet seit 1. Februar 2020 als Bahncard 25 Business 65,50 bzw. 131 Euro (2./1. Klasse) und als Bahncard 50 Business 293 bzw. 586 Euro. Im Gegensatz zu anderen Bahncards wird für die Bahncard Business kein Abonnement abgeschlossen; sie muss jährlich neu beantragt werden.

## Sonderaktionen
Die Deutsche Bahn bot zu verschiedenen Anlässen Sonderformen der Bahncard 25 mit eingeschränkter Gültigkeit zu einem reduzierten Preis an. Diese Karten werden, soweit keine Kündigung vorliegt, nach Ende der Gültigkeit automatisch in ein Bahncard-25-Abonnement umgewandelt.
2014 bot die Deutsche Bahn erstmals eine Probe-Bahncard 50 an. Die vier Monate gültige Karte kostete 95 Euro und ging wie eine Probe Bahncard 25 in ein automatisches Abonnement über.
Nach Angaben der Deutschen Bahn AG wechselt ein beachtlicher Teil der Aktions-Bahncard-Besitzer zu einem regulären Bahncard-Abonnement.
| Name                                       | Von               | Bis                | Gültigkeit            | Preis 2. Kl. (1. Kl.)           | Besonderheit | Quelle          |
| ------------------------------------------ | ----------------- | ------------------ | --------------------- | ------------------------------- | --- | --------------- |
| Weltmeister-Bahncard 25                    | 1. April 2006     | 9. Juni 2006       | bis 30. Oktober 2006  | 19 €                            | Gültigkeit abhängig vom Erfolg der deutschen Mannschaft bei der Fußball-Weltmeisterschaft 2006 |                 |
| Hertha BSC Bahncard 25                     | 1. August 2007    | 15. September 2007 | bis 31. Januar 2008   | 29 €                            | Gültigkeit abhängig vom Erfolg der von Hertha BSC bei der Fußball-Bundesliga 2007/08 | [ 143 ]         |
| Umwelt Bahncard 25                         | 1. Oktober 2007   | 8. Dezember 2007   | bis 31. März 2008     | 25 € (50 €)                     | Alle Fahrten mit Ökostrom | [ 144 ]         |
| Fan Bahncard 25                            | 1. April 2008     | 7. Juni 2008       | bis 30. November 2008 | 19 € (39 €)                     | Gültigkeit abhängig vom Erfolg der deutschen Mannschaft bei der Fußball-Europameisterschaft 2008 | [ 145 ] [ 146 ] |
| Probe BahnCard 25                          | 14. Juni 2009     | 28. Februar 2010   | 4 Monate              | 25 €                            | | [ 147 ] [ 148 ] |
| Fan Bahncard 25                            | 1. April 2010     | 11. Juni 2010      | bis 31. Oktober 2010  | 25 € 0 €                        | Gültigkeit abhängig vom Erfolg der deutschen Mannschaft bei der Fußball-Weltmeisterschaft 2010. Gutschein für Normalpreis-Fahrschein-Besteller zwischen 21. und 23. April. | [ 149 ] [ 150 ] |
| Probe BahnCard 25                          | 1. August 2010    | 11. Dezember 2010  | 4 Monate              | 25 €                            | |                 |
| Probe BahnCard 25                          | 1. Februar 2011   | 30. April 2011     | 4 Monate              | 25 €                            | | [ 151 ]         |
| Weltmeister-Bahncard 25                    | 1. Mai 2011       | 17. Juli 2011      | 4 Monate              |                                 | | [ 152 ] [ 153 ] |
| Probe-Bahncard 25 mit 100 % Ökostrom       | 1. April 2012     | 30. Juni 2012      | 4 Monate              | 25 €                            | |                 |
| Probe BahnCard 25 1+4                      | 1. August 2012    | 30. September 2012 | 4 Monate              | 29 €                            | Rabatt gültig für bis zu vier Mitfahrer |                 |
| Jubiläums-Bahncard                         | 1. Oktober 2012   | 30. November 2012  | 4 Monate              | 20 €                            | |                 |
| Probe BahnCard 25                          | 1. Dezember 2012  | 31. Mai 2013       | 4 Monate              | 25 €                            | |                 |
| Probe BahnCard 25 1+4                      | 1. Juli 2013      | 30. September 2013 | 4 Monate              | 29 €                            | Rabatt gültig für bis zu vier Mitfahrer |                 |
| Einsteiger BahnCard 25                     | 1. Oktober 2013   | 30. Dezember 2013  | 3 Monate              | 19 €                            | |                 |
| Gold Bahncard 25                           | 1. Januar 2014    | 7. Februar 2014    | 4 Monate              | 25 €                            | |                 |
| Probe BahnCard 25                          | 8. Februar 2014   | 30. April 2014     | 4 Monate              | 25 €                            | |                 |
| Sieger Bahncard 25                         | 1. Mai 2014       | 26. Juni 2014      | 4 Monate              | 25 €                            | Gutschein für BahnCard 25 nach Sieg der deutschen Mannschaft bei der Fußball-Weltmeisterschaft 2014 |                 |
| Einsteiger BahnCard 25 für mich & für dich | 1. September 2014 | 30. Dezember 2014  | 3 Monate              | 19 € (39 €)                     | Gutschein für zweite Einsteiger BahnCard der gleichen Service-Klasse |                 |
| Probe BahnCard 25                          | 2014              | 31. Januar 2015    | 3 Monate              | 15 €                            | |                 |
| 12. Mann BahnCard 25                       | 2014              | 15. Februar 2015   | 3 Monate              | 25 €                            | |                 |
| Probe BahnCard 25 1+4                      | 1. Februar 2015   | 30. April 2015     | 3 Monate              | 25 € (50 €)                     | Rabatt gültig für bis zu vier Mitfahrer |                 |
| Probe BahnCard 25 „Samstag Plus 1“         | 1. Mai 2015       | 31. Juli 2015      | 3 Monate              | 25 € (50 €)                     | Jeden Samstag kann 1 Mitfahrer kostenlos im nationalen Fernverkehr mitreisen. |                 |
| Probe BahnCard 25                          | 8. Juni 2015      | 30. September 2015 | 1 Monat               | 1 Glas Nutella                  | Wird nicht automatisch in ein Abo umgewandelt; nur 1 Gutschein pro Person | [ 154 ]         |
| Probe BahnCard 25                          | 1. August 2015    | 31. Januar 2016    | 3 Monate              | 19 € (39 €)                     | Auch als Probe BahnCard 50 für 79 € (2. Klasse) / 159 € (1. Klasse), sowie als Probe BahnCard 100 für 1249 € (2. Klasse) / 2249 € (1. Klasse). |                 |
| Sieger BahnCard 25                         | 1. April 2016     | 11. Juni 2016      | 3 Monate              | 19 € (39 €)                     | Auch als Sieger BahnCard 50 für 79 € (2. Klasse) / 159 € (1. Klasse). Wer beim Kauf der BahnCard auf den korrekten Fußball-Europameister 2016 getippt hatte, reiste im August 2016 innerhalb Deutschlands im Fernverkehr der Deutschen Bahn kostenfrei.                                                           | [ 155 ]         |
| Probe BahnCard 25                          | 12. Juni 2016     | 31. Juli 2016      | 3 Monate              | 19 € (39 €)                     | Auch als Probe BahnCard 50 für 79 € (2. Klasse) / 159 € (1. Klasse), sowie als Probe BahnCard 100 für 1249 € (2. Klasse) / 2249 € (1. Klasse). |                 |
| Probe BahnCard 25 -für mich-               | 1. August 2016    | 10. Dezember 2016  | 3 Monate              | 19 € (39 €)                     | Auch als Probe BahnCard 50 -für mich- für 79 € (2. Klasse) / 159 € (1. Klasse). Gutschein für BahnCard -für dich- der gleichen Service-Klasse. |                 |
| Probe BahnCard 25                          | 11. Dezember 2016 | 31. Januar 2017    | 3 Monate              | 16 € (32 €)                     | Auch als Probe BahnCard 50 für 66 € (2. Klasse) / 132 € (1. Klasse), sowie als Probe BahnCard 100 für 1249 € (2. Klasse) / 2249 € (1. Klasse). |                 |
| Probe BahnCard 25                          | 1. Februar 2017   | 10. Juni 2017      | 3 Monate              | 19 € (39 €)                     | Auch als Probe BahnCard 50 für 79 € (2. Klasse) / 159 € (1. Klasse), sowie als Probe BahnCard 100 für 1249 € (2. Klasse) / 2249 € (1. Klasse). |                 |
| BahnCard flex 25                           | 11. Juni 2017     | 31. Juli 2017      | 3 Monate              | 6,50 € (13 €) jeweils pro Monat | Drei Monate Mindestlaufzeit, danach monatlich kündbar. Auch als BahnCard flex 25 für 13 € (1. Klasse) sowie als BahnCard flex 50 für 24 € (2. Klasse) / 50 € (1. Klasse) und als My BahnCard flex 25 für 4,50 € (2. Klasse) / 9 € (1. Klasse) bzw. als My BahnCard flex 50 für 8 € (2. Klasse) / 26 € (1. Klasse) |                 |
| Probe BahnCard 25                          | 1. August 2017    | 9. Dezember 2017   | 3 Monate              | 19 € (39 €)                     | Auch als Probe BahnCard 50 für 79 € (2. Klasse) / 159 € (1. Klasse) sowie als Probe BahnCard 100 für 1249 € (2. Klasse) / 2249 € (1. Klasse). |                 |
| Jubiläums-BahnCard 25                      | 1. Oktober 2017   | 31. Oktober 2017   | 12 Monate             | 25 € (50 €)                     | |                 |
| Aktionsangebot BahnCard 25                 | Oktober 2020      | 31. Oktober 2020   | 12 Monate             | 24,90 € (69,90 €)               | | [ 157 ]         |
| Aktion BahnCard 25                         | Oktober 2023      | 31. Oktober 2023   | 12 Monate             | 33 € (66 €)                     | | [ 158 ]         |
| Aktion BahnCard 50                         | 1. Oktober 2024   | 13. Oktober 2024   | 12 Monate             | ab 69,90 € bis 246 €            | Rabatte auch bei MyBahncards, Senioren Bahncards oder ermäßigten Bahncards | [ 159 ]         |

### Weltmeister-Bahncard 25
Anlässlich der Fußball-Weltmeisterschaft 2006 bot die Bahn vom 1. April bis 9. Juni die Weltmeister-Bahncard 25 zu den Bedingungen der Bahncard 25 für 19 Euro an. Die Gültigkeit war abhängig vom Erfolg der deutschen Fußballnationalmannschaft. Wäre das Nationalteam in der Vorrunde ausgeschieden, hätte die Karte bis Ende Juli gegolten. Jede weitere erreichte Runde verlängerte die Gültigkeit um einen Monat – bis zum 31. Dezember, wenn Deutschland Fußballweltmeister geworden wäre. Durch das Erreichen des Halbfinales ergab sich eine Gültigkeit bis zum 31. Oktober 2006.
Für den Bahncard-Kauf wurden 500 statt ansonsten 250 BahnBonus-Punkte gutgeschrieben.
Die Weltmeister-Bahncard 25 wurde 423.000-mal verkauft (andere Quelle: 418.000-mal.). Der geplante Absatz lag bei 100.000.
Zum Ende der Karten-Gültigkeit bot man den Erwerb einer Bahncard 25 zum regulären Preis an. Bei Anmeldung bis 31. Dezember 2006 wurde dabei ein Reisegutschein in Höhe von 25 Euro angeboten.
Nach Angaben der Bahn erwarben über 90 Prozent der Weltmeister-Bahncard-Kunden erstmals eine Bahncard; rund 80.000 Kunden kauften nach der Aktion eine reguläre Bahncard. Die Vermarktung wurde durch eine Werbekampagne mit Michael Ballack begleitet, zu der auch ein Fernsehwerbespot gehörte.
Zwischen 1. Mai und 17. Juli 2011 wurde eine Neuauflage der Weltmeister Bahncard 25 verkauft, mit vier Monaten Gültigkeitsdauer. Neben dem Inhaber erhielten vier Mitfahrer den Bahncard-Rabatt. Die Karte wurde mehr als 200.000-mal verkauft.

### Hertha BSC Bahncard 25
Ähnlich der Weltmeister-Bahncard bot die Bahn vom 1. August bis 15. September 2007 in Kooperation mit dem Berliner Fußball-Bundesligisten Hertha BSC eine Bahncard 25 zweiter Klasse an. Diese kostete 29 Euro. Die Gültigkeitsdauer war, wie bei der Weltmeister-Bahncard, abhängig vom sportlichen Erfolg einer Fußballmannschaft. Für jeden Sieg von Hertha BSC bei den acht Auswärtsspielen der Bundesliga-Hinrunde 2007/08 verlängerte sich die Gültigkeit um einen Monat, bei einer Mindestgültigkeit bis zum 31. Dezember 2007. Die maximale Gültigkeitsdauer wäre somit bis zum 31. August 2008 gewesen. Mit einem Auswärtssieg und sieben Auswärtsniederlagen hatte diese Bahncard eine Gültigkeit bis zum 31. Januar 2008.
Hertha BSC bot Besitzern dieser Karte daneben noch Ermäßigungen auf Fanartikel und Eintrittskarten an.
Die Hertha-BSC-Bahncard 25 verkaufte sich insgesamt 50.000 Mal.

### Umwelt Bahncard

#### Variante 2005
Das Angebot war bis zum 31. Dezember 2005 befristet.
Die Umwelt-Bahncard war wahlweise als Bahncard 25 oder Bahncard 50 zu entsprechenden Preisen und Konditionen erhältlich. Beim Fahrkartenkauf spendet die Bahn dabei ein Prozent des mit der Karte erzeugten Umsatzes für ein Projekt an eine der drei beteiligten Umweltorganisationen, über die auch ausschließlich der Vertrieb der Umwelt-Bahncard erfolgte.
Als Projekt konnte beim Kauf der Karte zwischen den Projekten „Nachhaltige Mobilität und Klimaschutz“ (von BUND), für die „Renaturierung der Unteren Havel“ (von NABU) oder „Zugfahren für Zugvögel“ (von WWF) gewählt werden.

#### Variante 2007
Zwischen dem 1. Oktober und 8. Dezember 2007 legte die Deutsche Bahn die Umwelt Bahncard 25 in einer veränderten Variante neu auf. Zum Preis von 25 Euro (50 Euro für die 1. Klasse) galt die Karte bis zum 31. März 2008. Die Funktion der Karte entsprach der einer normalen Bahncard 25, besaß jedoch kein personalisiertes Foto des Kunden. Zum 1. Oktober wurden gleichzeitig neue BahnBonus-Prämien aus dem Naturschutzbereich eingeführt. Im Gegensatz zur Variante von 2005 ist kein Umsatzanteil für Naturschutzprojekte vorgesehen.

### Fan Bahncard 25

#### Variante 2008
Zur Fußball-Europameisterschaft 2008 bot die DB mit der Fan Bahncard 25 eine weitere Sonderform der Bahncard 25 an. Zum Preis von 19 Euro (1. Klasse: 39 Euro) galt die Karte vom 1. April bis mindestens 30. Juni 2008. Die Gültigkeit der Karte verlängerte sich dabei mit jedem Weiterkommen der deutschen Fußballnationalmannschaft in die nächste Runde bei dem Turnier um einen Monat. Hätte sie alle ihre Spiele bei der Europameisterschaft gewonnen, so wäre die Karte bis zum 31. Dezember 2008 gültig gewesen. Nach dem Erreichen des Finals galt die Karte bis zum 30. November 2008.
Der Verkauf der Karte war auf die Zeit zwischen dem 1. April und dem 7. Juni 2008 begrenzt. Es wurden rund 234.000 Exemplare abgesetzt.
Eine Klage einer Verbraucherschutzorganisation gegen den automatischen Übergang der Karte in eine reguläre Bahncard 25 wies der Bundesgerichtshof Mitte Juni 2010 in letzter Instanz ab.

#### Variante 2010
Zur Fußball-Weltmeisterschaft 2010 in Südafrika bot die DB erneut die Fan Bahncard 25 zum Preis von 25 Euro an. Die ursprüngliche Gültigkeit der Karte war vom 1. April bis 31. Juli. Die Gültigkeit verlängerte sich mit jedem Weiterkommen der deutschen Fußballnationalmannschaft in die nächste Runde bei dem Turnier um einen Monat. Der Verkauf der Karte war auf die Zeit zwischen dem 1. April und dem 11. Juni 2010 begrenzt. Aufgrund des Turnierergebnisses galt die Karte bis zum 31. Oktober 2010.
Zwischen dem 21. und 23. April 2010 gab das Unternehmen einen Bestellschein für eine kostenlose Fan Bahncard 25 an alle Käufer eines Normalpreis-Fahrscheins ab.

### Probe-Bahncard 25
Zwischen 14. Juni 2009 und 28. Februar 2010 bot die Deutsche Bahn eine auf vier Monate befristete Bahncard-25-Variante als Probe-Bahncard 25 an. Die Karte war ausschließlich für die 2. Klasse, zum Preis von 25 Euro, erhältlich. Auch diese Bahncard wurde automatisch in ein Abonnement umgewandelt. Die Aktion lief ursprünglich bis 12. Dezember 2009 und wurde von dem Unternehmen später bis Ende Februar 2010 verlängert. Zwischen dem 1. August und 11. Dezember 2010, dem 1. Februar und 30. April 2011, sowie dem 1. April und 31. Juli 2012 und 1. Dezember 2012 und 31. Mai 2013 wurden weitere Auflagen der Karte verkauft.
Vom 27. Juni bis 31. August 2014 wurde erneut eine Probe Bahncard angeboten. Neben der Bahncard 25 für 25 Euro (2. Klasse) bzw. 50 Euro (1. Klasse) wurde erstmals auch eine entsprechende Variante der Bahncard 50 für 95 Euro (2. Klasse) bzw. 190 Euro (1. Klasse) angeboten.
Es gibt seitdem regelmäßige Angebote für eine Probe BahnCard 25 und 50, sowohl in der 1. wie auch der 2. Klasse.

#### Probe BahnCard 25 1+4
Vom 1. August bis zum 30. September 2012 wurde erstmals eine Probe-Bahncard 25 „1+4“ angeboten. Diese beinhaltete, zum Preis von 29 Euro, gegenüber den früheren Probe-Bahncard-25-Angeboten die Möglichkeit, bis zu vier weiteren Mitfahrern den Bahncard-Rabatt zu gewähren. Vom 1. Juli bis 30. September 2013 wurde die Probe Bahncard ‚1+4‘ erneut verkauft. Bis 30. April 2015 war die Probe BahnCard 25 »1+4« erneut erhältlich. Die drei Monate gültige Karte gewährte dem Inhaber und bis zu vier Mitreisenden 25 Prozent Rabatt auf Normal- und Sparpreise und kostete in der 2. Klasse 25 und in der 1. Klasse 50 Euro.

#### Probe-Bahncard 25 mit 100% Ökostrom
Vom 16. April 2012 an bot die Deutsche Bahn eine Probe-Bahncard 25 2. Klasse zum Preis von 29 Euro an. Diese war vier Monate gültig und verlängerte sich ohne Kündigung automatisch um ein weiteres Jahr zum Preis von 71 Euro. Die vier bzw. zwölf Euro Aufpreis gegenüber der Probe-Bahncard 25 bzw. der Bahncard 25 werden von der Bahn dazu verwendet auf dem Energiemarkt erneuerbare Energie als Bahnstrom einzukaufen und neue ökologische Kraftwerke zu bauen. Diese Verrechnung erfolge aufgrund von Durchschnittswerten. Es werden also nicht die einzelnen Fahrten der Kunden zur Bestimmung herangezogen. Der umweltfreundliche Strom kommt etwa je zur Hälfte aus alten Wasserkraftanlagen des Energiekonzerns RWE und aus Windparks. Zunächst wurde das Ende dieser Aktion auf den 30. Juni 2012 terminiert. Nachdem bis zum 8. Juni 2012 über 15.000 Kunden diese Bahncard-Variante erworben hatten, wurde dieser Termin auf den 31. Juli 2012 verschoben. Insgesamt wurde die Karte 31.500-mal verkauft.

### Jubiläums-Bahncard (2012)
Anlässlich des 20-jährigen Jubiläums des Bahncard-Programms bot die Deutsche Bahn vom 1. Oktober bis 30. November 2012 eine als Jubiläums-Bahncard bezeichnete Sonderform der Bahncard 25 zum Preis von 20 Euro an. Nach der viermonatigen Gültigkeitsdauer ging sie in ein reguläres Bahncard-25-Abonnement über, wenn sie nicht spätestens sechs Wochen vor Ablauf der Gültigkeit gekündigt wurde.

### Bahncard 25 mobil plus
In einem vom 9. Dezember 2012 bis 13. Dezember 2013 laufenden Pilotprojekt führte die Deutsche Bahn in Berlin die Bahncard 25 mobil plus zum Preis von 79 Euro ein. Diese beinhaltet die Funktionalität einer gewöhnlichen Bahncard 25, sowie zusätzlich monatlich 15 Euro Guthaben beim Carsharing-System Flinkster, monatlich 10 Euro Guthaben beim Fahrradverleih-System Call a Bike und die Nutzung als E-Ticket im VBB-Tarifgebiet Berlin AB für Besitzer einer Umweltkarte. Die Bahncard 25 mobil plus ist ein Ergebnis durch das Bundesministerium für Verkehr, Bau und Stadtentwicklung geförderten Forschungsprojekts BeMobility 2.0. Seit dem 14. Dezember 2013 wird die Bahncard 25 mobil plus weiterhin, wieder befristet auf ein Jahr (bis zum 13. Dezember 2014 erhältlich), zum gleichen Preis angeboten, allerdings ohne die E-Ticket-Funktion. Die Karte kann, wie in der Pilotphase, nur direkt in Fern- und einige Regionalbahnhöfe in Berlin sowie beim Berliner DB Mobility Center, oder per Post bei der Bahncard Service in Frankfurt erworben werden. Die Bahncard 25 mobil plus läuft automatisch nach einem Jahr ab und muss nicht gekündigt werden.

### Einsteiger Bahncard 25
Vom 1. Oktober bis 31. Dezember 2013 wurde die Einsteiger Bahncard 25 angeboten. Sie kostete 19 Euro (2. Klasse), galt für drei Monate und ging, falls sie nicht vorher gekündigt wurde, in ein reguläres Bahncard-Abonnement über.
Vom 1. September bis 30. Dezember 2014 wurde die Karte erneut verkauft. Die Karte für 19 bzw. 39 Euro (1. Klasse) gilt drei Monate. Im Preis ist ein Gutschein für eine weitere Einsteiger-Bahncard zum Verschenken enthalten.

### Gold Bahncard 25
Vom 1. Januar bis 7. Februar 2014 wurde die Gold Bahncard 25 angeboten. Sie kostete 25 Euro in der 2. und 50 Euro in der 1. Klasse und galt vier Monate. Inhaber konnten am Tag nach Goldmedaillen-Gewinnen der deutschen Mannschaft bei den Olympischen Winterspielen kostenlos im Fernverkehr der DB AG fahren. Wie ähnliche Angebote ging diese Karte in ein reguläres Bahncard-25-Abonnement über, wenn sie nicht spätestens sechs Wochen vor Ende der Laufzeit gekündigt wird.
Nach Angaben der Deutschen Bahn wurde die Karte 105.000 mal verkauft, darunter 8.400 mal die 1. Klasse-Version. In der letzten Woche des Angebotes gingen 30.000 Gold-Bahncards an die Kunden. Nach Unternehmensangaben würden bei vergleichbaren Angeboten etwa 70.000 Bahncards abgesetzt.
Aufgrund der Freifahrtmöglichkeit spekulierten einige Medien, dass die DB mit diesem Angebot hohe Verluste mache. Nach Angaben eines DB-Managers ging der Konzern kurz vor Ende der Olympischen Spiele jedoch von einer ausgeglichenen Bilanz für dieses Aktion aus.
Durch die acht Goldmedaillen deutscher Athleten an sechs der insgesamt 16 Wettkampftage konnten Gold-Bahncard-Besitzer vom 10. bis 14. Februar sowie am 18. Februar 2014 Freifahrten beanspruchen. Nach Zählungen der DB AG wurde diese Möglichkeit für ca. 100.000 Fahrten genutzt.

### Sieger Bahncards 25
Anlässlich der Fußball-Weltmeisterschaft 2014 war vom 1. Mai bis 26. Juni 2014 die Sieger Bahncard 25 erhältlich. Der Käufer tippte dabei auf den Sieger des Wettbewerbs; die Karte wird mit der entsprechenden Landesflagge bedruckt. Lag der Käufer richtig, erhielt er eine reguläre Bahncard 25 für ein Jahr kostenlos. Die Karte wurde 135.000-mal verkauft. Fast die Hälfte der Käufer tippte auf Deutschland. Aufgrund des Titelgewinns der deutschen Fußballnationalmannschaft durften alle Käufer der Sieger Bahncard 25 am 15. Juli 2014 einen Tag kostenlos die DB-Fernverkehrszüge nutzen. Die Karte ging, wenn sie nicht rechtzeitig gekündigt wurde, in ein reguläres Bahncard-25-Abonnement über.
Die Sieger BahnCard wurde vom 1. April bis 11. Juni 2016 mit einer Gültigkeit von drei Monaten verkauft: Als BahnCard 25 kostete sie 19 Euro bzw. 39 Euro (1. Klasse), als BahnCard 50 79 bzw. 159 Euro. Käufer konnten die Flagge eines Teilnehmerlandes an der Fußball-Europameisterschaft 2016 aufdrucken lassen. Wurde das gewählte Land Europameister, berechtigte die Karte im August 2016 zu beliebig vielen kostenfreien Fahrten im Fernverkehr. 77 Prozent der Käufer wählten Deutschland (Stand: Anfang Juni 2016).

### 12. Mann Bahncard
Vom 14. Dezember 2014 bis 15. Februar 2015 wurde eine 12. Mann Bahncard (sic!) für 25 Euro für Fahrten in der 2. Klasse vom 30. Januar bis 23. Mai 2015 angeboten. Daneben wurde auf bis zu zwei Eintrittskarten pro Heimspiel des Hertha BSC ein Rabatt von 25 Prozent gewährt. An Bundesliga-Spieltagen konnten doppelte BahnBonus-Prämienpunkte erworben werden.

### BahnCard Flex
Vom 11. Juni bis 31. Juli 2017 wurde unter der Bezeichnung BahnCard Flex (vormals auch Aktions-BahnCard Flex) eine Karte mit monatlicher Zahlungsweise angeboten, die nach einer dreimonatigen Mindestlaufzeit monatlich kündbar ist. Die BahnCard Flex 25 kostet 6,50 Euro (2. Klasse) bzw. 13,00 Euro (1. Klasse) pro Monat, die BahnCard Flex 50 25 bzw. 50 Euro. Für Reisende bis einschließlich 26 Jahren wurde die Karte als My BahnCard Flex 25 (4,50/9,00 Euro pro Monat) bzw. My BahnCard Flex 50 (8,00 bzw. 26,00 Euro pro Monat) angeboten.

### Jubiläums-BahnCard (2017)
Anlässlich des 25-jährigen Jubiläums der BahnCard wurde vom 1. bis 31. Oktober 2017 eine BahnCard 25 als Jubiläums-BahnCard zum Preis von 25 Euro (2. Klasse) bzw. 50 Euro (1. Klasse) verkauft.

### Probe BahnCard 100 65+
Bis 8. Juni 2019 wurde die „Probe BahnCard 100 65+“ für Senioren angeboten. Der Leistungsumfang entspricht der regulären Probe BahnCard 100, der Preis mit 999 Euro (2. Klasse) bzw. 1999 Euro (1. Klasse) herabgesetzt.

### BahnCard 100 für junge Erwachsene
Im Jahr 2021 wurde eine BahnCard 100 für junge Erwachsene bis einschließlich 26 Jahren angeboten. Das Angebot galt bis zum 17. August und war nur für die 2. Klasse, für 2399 Euro, erhältlich. Der Gültigkeitszeitraum musste spätestens am 31. August beginnen. Ebenso im Sommer 2022 und im Sommer 2023 für 2988 Euro. 2023 war die Aktion auch erstmalig für die 1. Klasse für 5988 Euro erhältlich. Aktuell gibt es die Aktion seit dem 10. April 2024 erstmals für ein ganzes Jahr und nicht nur während der Sommermonate unverändert für 2988 Euro für die 2. Klasse sowie 5988 Euro für die 1. Klasse.

### BahnCard 100 mit 50% Klimarabatt
Für bahn.business-Kunden wird die BahnCard 100 zwischen dem 12. November und 23. Dezember 2021 mit „50 % Klimarabatt“ angeboten. Die Deutsche Bahn will damit nach eigenen Angaben „mit der Aktion ein bewusstes Zeichen zum Klimaschutz setzen“.

### Vergünstigte Probe BahnCard 100
Bis zum 31. März 2022 bot die DB die Probe BahnCard 100 zum reduzierten Preis von 999 Euro (2. Klasse) bzw. 1499 Euro (1. Klasse) an.

### Jubiläums BahnCard 25
Anlässlich des 30-jährigen Bahncard-Jubiläums gibt es im April 2022 die Jubiläums BahnCard 25 für 30 Euro (2. Klasse) bzw. 60 Euro (1. Klasse).

### BahnCard-50-Mitnahmeaktion
Vom 1. Mai bis 30. September 2025 können BahnCard-50-Inhaber eine weitere Person zu BahnCard-50-Konditionen mitnehmen.

## „Mobilitätskarte“
Die Deutsche Bahn ist bestrebt, die Bahncard zu einer „Mobilitätskarte“ aufzuwerten. So erhalten Bahncard-Inhaber Rabatte bei Hotelbuchungen, Autovermietungen, Carsharing, einigen Nahverkehrsverbünden, im internationalen Zugverkehr sowie bei anderen mobilitätsbezogenen Dienstleistungen.

### City-Ticket
Das City-Ticket ist eine aufpreisfreie Erweiterung um kostenlose Fahrten im Stadtverkehr der teilnehmenden Städte von und zu den Bahnhöfen. Erkennbar ist das City-Ticket am Zusatz „+City“ auf der Fahrkarte – ab August 2018 auch ohne Bahncard.
Dies erfordert die Buchung einer Fahrt ab 100 km mit mindestens einer Teilstrecke im ICE, IC oder EC. Die Bahncard 100 gilt seit Dezember 2004 in diesen Bereichen als Jahreskarte.
Der Super Sparpreis-Tarif wird nicht mit City-Ticket angeboten.
Zum 9. Dezember 2012 wurde die Gültigkeit auch um Fahrten zum Startbahnhof erweitert. Zuvor bezog sich dies nur auf den Zielort.
Bis Anfang 2008 wurden 100 Millionen Fahrkarten mit City-Ticket ausgestellt.
Teilnehmende Städte und Geltungsbereich
| Datum             | Anzahl | Q       |
| ----------------- | ------ | ------- |
| 12. Dezember 2004 | 66     |         |
| 11. Dezember 2005 | 86     |         |
| 1. April 2007     | 102    |         |
| 10. Dezember 2007 | 109    |         |
| 14. Dezember 2008 | 115    |         |
| 13. Dezember 2009 | 118    |         |
| 3. Februar 2014   | 122    |         |
| 20. Juni 2016     | 124    | [ 201 ] |
| Januar 2022       | 130    | [ 202 ] |

Die Geltungsbereiche des City-Tickets umfassen typischerweise nicht am Stadtrand gelegene Flughäfen, können aber über die Grenze kleinerer Städte hinausreichen. Die Deutsche Bahn verweist dabei auf die örtlichen Nahverkehrsunternehmen. Während zum Beispiel der Geltungsbereich in Hamburg, München und Köln das gesamte Stadtgebiet umfasst, galt das City-Ticket in Berlin lange nur im Tarifbereich A, der nur circa 10 % der Stadtfläche umfasst.
Das City-Ticket wurde am 14. Dezember 2003 in Zusammenarbeit zwischen VDV, DB AG und den teilnehmenden Verkehrsverbünden entwickelt und in 44 Städten eingeführt. Danach wurden weitere Städte aufgenommen.
Ein City-Ticket wurde bereits 1995 für Frankfurt am Main angeboten – unabhängig von einer Bahncard. Es war kostenlos im Fahrschein nach Frankfurt enthalten, wenn der Startbahnhof außerhalb des Rhein-Main-Verkehrsverbundes lag und erlaubte eine kostenlose Anschlussfahrt am Reisetag. Auch in Sonderangeboten wie dem „Guten-Abend-Ticket“ oder Sparpreisen war es enthalten.
Als Vorläufer gilt die VÖV-Bus- und Bahn-Netzkarte, die seit 1985 zu beliebig häufigen Fahrten mit Verkehrsmitteln örtlicher Verkehrsbetriebe am IC-Zielort innerhalb der Stadtgrenze berechtigte.

### Bahncard und Busunternehmen
Vor der Tarifumstellung 2002 erhielt man mit der Bahncard 50 % Ermäßigung. Seither erlassen viele Busunternehmen, auch jene der Deutschen Bahn (DB Stadtverkehr), die Bahncard (i. d. R. nicht in Tarifgemeinschaften, wo die Bahncard-Anerkennung separat geregelt ist) mit der Bahncard 25 und 50 25 % des regulären Fahrpreises. Auch die Mobility Bahncard 100 gilt als Fahrschein.
Dies betrifft folgende Unternehmen:
Autokraft Kiel, Busverkehr Rhein-Neckar, Kraftverkehr GmbH, Omnibusverkehr Rhein-Nahe, Omnibusverkehr Franken, DB ZugBus Regionalverkehr Alb-Bodensee, Regionalbus Augsburg, Regionalbus Braunschweig, Regionalbus Ostbayern, Regional Bus Stuttgart, Rhein-Mosel Verkehrsgesellschaft, Regionalbus Saar-Westpfalz, Regionalverkehr Oberbayern, Regionalbusverkehr Südwest, Südbadenbus, Verkehrsgesellschaft Untermain, Weser-Ems-Bus, Regionalverkehr Allgäu (VG Oberallgäu mit Kleinwalsertal).
Auch in Linienbussen der Bentheimer Eisenbahn von und zu den Bahnhöfen Bad Bentheim und Gronau wird die Bahncard anerkannt.
Busunternehmen der Deutschen Bahn in Sachsen und Brandenburg akzeptieren die Bahncard nicht.

### Railplus
Vom 9. Dezember 2007 bis zur Abschaffung im Dezember 2023 war beim Kauf einer Bahncard 25/50 die Railplus-Option im Preis enthalten. Damit erhielten Reisende mit der Bahncard – die ohne diese Option vorher nur in Deutschland und für grenzüberschreitende Reisen nach Österreich und in die Schweiz im Rahmen der TEE Rail Alliance anerkannt wurde – in einigen Ländern Europas bei grenzüberschreitenden Reisen in der Regel 25 Prozent Rabatt. In der Bahncard 100 war die Option seit 2002 enthalten. Die Ermäßigung galt auch für Anschlusszüge im Ausland, nicht aber auf Fahrten im Binnenverkehr.
Bahncards mit Railplus-Option erkannte man am RAIL+PLUS-Logo auf der Rückseite.
Den Rabatt erhielten Inhaber dieser Bahncard im grenzüberschreitenden Verkehr nach Bosnien-Herzegowina, Bulgarien, Dänemark, Finnland, Griechenland, Irland, Italien, Kroatien, Lettland, Litauen, Mazedonien, Montenegro, die Niederlande, Norwegen, Österreich, Polen, Rumänien, Schweiz, Serbien, die Slowakei (ZSSK), Slowenien (SŽ), Spanien, Tschechien (ČD), Republika Srpska und Ungarn (nur Fernverkehrszüge MÁV, GYSEV). Belgien gewährt seit 2019 und Luxemburg seit 2020 keinen Rabatt mehr. Für Reisende unter 26 Jahren gilt der Rabatt auch in Norwegen und Spanien sowie über 60 Jahren auch in Irland, Spanien und Norwegen.
Seit Mitte 2016 wird RAILPLUS ab/zu Grenzbahnhöfen in der BRD, in Österreich und der Schweiz nicht anerkannt, etwa für die Strecke Salzburg – Frankfurt oder Rosenheim – Kufstein. Das gilt auch mit Bahn-Gesamtnetzkarten für das Ausgangsland wie BahnCard 100 und ÖSTERREICHcard. Bucht man zum nächstgelegenen Bahnhof (für Salzburg ist das Elsbethen), erhält man den RAILPLUS-Rabatt.
Die Railplus-Option wurde am 28. Mai 2000 für 30 DM (15,34 Euro) eingeführt. Bis Dezember 2007 kostete die Option 15 Euro pro Jahr (Bahncard 25/50).
Mit der Mobility Bahncard 100 sowie mit BahnComfort-Status erhielt man die Railplus-Option ohne Aufpreis.
Seit dem 10. Dezember 2017 beträgt die Railplus-Ermäßigung 15 Prozent. Mit RAILPLUS gibt es keinen Zusatz-Rabatt für Kinder. Diese erhalten im Ausland 50 % Ermäßigung auf den normalen Fahrpreis.
BahnCard-Rabatte, Stornierungsbedingungen und die Kindermitnahme unterscheiden sich von Land zu Land.
Railplus wurde zum Dezember 2023 vom Markt genommen.

### Bahncard und DB-Töchter sowie andere Bahnunternehmen
Die Usedomer Bäderbahn (100-%-Tochter der DB AG) erkennt die Bahncard nur ab Fahrten über 50 km an. Die Bahnhöfe der S-Bahn Berlin (100-%-Tochter der DB AG) sind nicht alle Tarifpunkte der Deutschen Bahn. Somit ist nicht zu allen Bahnhöfen die Ausstellung eines durchgehenden Fahrscheins mit BC-Ermäßigung möglich.
In vielen Nahverkehrszügen, die von privaten Eisenbahnunternehmen betrieben werden, gilt der normale Nahverkehrstarif der Deutschen Bahn, inklusive Bahncard-Rabatt, Ländertickets usw.
Keine Gültigkeit hat die Bahncard in Fernverkehrszügen, die von privaten Eisenbahnunternehmen angeboten werden, wie z. B. im Urlaubs-Express oder  Flixtrain.
Diese haben eigene, von der DB unabhängige Tarife. Ausnahmen bilden Abschnitte, in denen diese Züge als Nahverkehrszüge verkehren (trifft z. B. auf Teilstrecken des Harz-Berlin-Expresses zu).
Im Jahr 2005 wurde auf allen Interconnex-Linien ein Bahncard-Rabatt von 30 Prozent gewährt, obwohl die Betreibergesellschaft dafür keinen Ausgleich erhielt.

### Bahncard in Verkehrsverbünden und Verkehrsgemeinschaften
In einigen Verkehrsverbünden und Verkehrsgemeinschaften wird die Bahncard auch für Fahrten innerhalb des Verkehrsgebietes anerkannt. Hierbei erhält man eine 25-%-Ermäßigung bei Einsatz einer BC25 oder BC50 auf den Normaltarif des Verbundtarifs. In Verbünden, bei denen der Bahntarif parallel zum Verbundtarif gilt, ist mit einer BC50 eine 50-%-Ermäßigung auf den Bahntarif möglich.
U. a. im Gebiet nachstehender Verkehrsverbünde kann die Anwendung einer Bahncard zu einem günstigeren Fahrpreis führen:
- Heilbronner Hohenloher Haller Nahverkehr (HNV)
- Karlsruher Verkehrsverbund (KVV)
- KreisVerkehr Schwäbisch Hall
- Mitteldeutscher Verkehrsverbund (MDV)
(nur im DB-Schienenverkehr)
- Nahverkehrsverbund Schleswig-Holstein (NAH.SH)
- Niedersachsentarif (nur für relationsbezogene Fahrkarten)
- NRW-Tarif (nur auf relationsbezogenen Fahrkarten)
- Rhein-Main-Verkehrsverbund (RMV)
(nur im Eisenbahnverkehr ab Preisstufe 5)
- Rhein-Mosel Verkehrsgesellschaft (RMV)
- Rhein-Nahe-Nahverkehrsverbund (RNN)
- Saarländischer Verkehrsverbund (SaarVV)
- Verbundtarif Mittelthüringen (VMT) (ab Preisstufe 2)
- Verkehrsgemeinschaft Fichtelgebirge (VGF)
- Verkehrs-Gemeinschaft Landkreis Freudenstadt (VGF)
- Verkehrsgemeinschaft Landkreis Cham (VLC)
- Verkehrsgemeinschaft Landkreis Passau (VLP)
- Verkehrsgemeinschaft Oberallgäu
- Verkehrsgemeinschaft Rottal-Inn (VGRI)
- Verkehrsverbund Berlin-Brandenburg (VBB)
(bei Fahrten, die die Grenzen der Stadttarife überschreiten)
- Verkehrsverbund Pforzheim-Enzkreis (VPE)
- Verkehrsverbund Region Trier (VRT)
- Verkehrsverbund Rhein-Mosel (VRM)
- Verkehrsverbund Rhein-Neckar (VRN)
- Waldshuter Tarifverbund (WTV)

## Abonnement und Kündigung
Die Bahncards 25 und 50 werden im Abonnement verkauft.  Die Bahncard 100 kann wahlweise als Abonnement oder Einmalbezug erworben werden. Die Business-Versionen der Bahncards 25 und 50 werden nicht im Abonnement verkauft; dies galt auch für die bis 2012 verkaufte Bahncard für Journalisten.
Die Laufzeit der im Abonnement bezogenen Bahncards verlängerte sich ursprünglich um ein Jahr, wenn nicht spätestens sechs Wochen vor Ablauf der Bahncard das Abonnement gekündigt wurde. Aufgrund mangelnder Kulanz bei verspäteter Kündigung wurde das Angebot u. a. als Abofalle bezeichnet. Nach Abmahnung und einer Klage durch die Verbraucherzentrale Thüringen wurde die Kündigungsfrist im Jahr 2024 auf vier Wochen verkürzt. Die Verbraucherzentrale hält dennoch an ihrer Klage fest, um auf Grundlage des Gesetzes für faire Verbraucherverträge auch eine monatliche Kündbarkeit durchzusetzen.
Bei Preiserhöhungen, die sich hier auf die Folge-Bahncards beziehen, kann das Vertragsverhältnis innerhalb von vier Wochen nach Mitteilung gekündigt werden. Von diesem außerordentlichen Kündigungsrecht können nur jene Abonnenten profitieren, bei denen diese Frist in deren abgelaufene Kündigungsfrist von sechs Wochen fällt. Die geänderten Bedingungen werden mit Zusendung der neuen Bahncard wirksam.
Der Verkauf im Abonnement wird von Verbraucherschutzverbänden kritisiert. Kunden würden beim Kauf nicht ausreichend auf die automatische Verlängerung der Laufzeit um ein Jahr hingewiesen. So sei nur bei einer von neun Stichproben im März 2010 deutlich auf die Kündigungsfrist aufmerksam gemacht worden. Beschwerden nähmen jedoch laut Karl-Peter Naumann vom Fahrgastverband Pro Bahn ab.
Das Europäische Verbraucherzentrum Deutschland rät ausländischen Urlaubern in Deutschland, die eine Bahncard erwerben, diese Karte gleich bei Vertragsabschluss zu kündigen und sich die Kündigung schriftlich bestätigen zu lassen.
Der Nachweis des laufenden Bahncard-Jahresabonnements kann ausschließlich per Vorlage der physischen Bahncard 100 oder Download der Bahncard 25 bzw. 50 in der App DB Navigator bzw. des Ersatzdokuments erfolgen. Ist zu einem mit Bahncard-Rabatt gekauften Ticket keine Bahncard in diesen Formen vorzeigbar, so ist das erworbene Ticket ungültig. Es kommt bei der Ticketkontrolle zu einer Fahrpreisnacherhebung beim Bahncard-Kunden, wobei er ggf. als Schwarzfahrer gilt und eine entsprechende Strafe zu entrichten hat. Zeigt man nachträglich seine vergessene Bahncard vor, wird die Nachzahlung abzüglich einer Bearbeitungsgebühr zurückerstattet.

## Organisation innerhalb der Deutschen Bahn
Alle Organisations- und Verwaltungsleistungen der Bahncard werden von der Abteilung Bahncard Service der DB Fernverkehr AG betreut. Bis 2008 war der Bahncard-Service in Schortens angesiedelt; heute befindet er sich als Teil der DB Fernverkehr in Frankfurt am Main.